# Histoire de Mayence

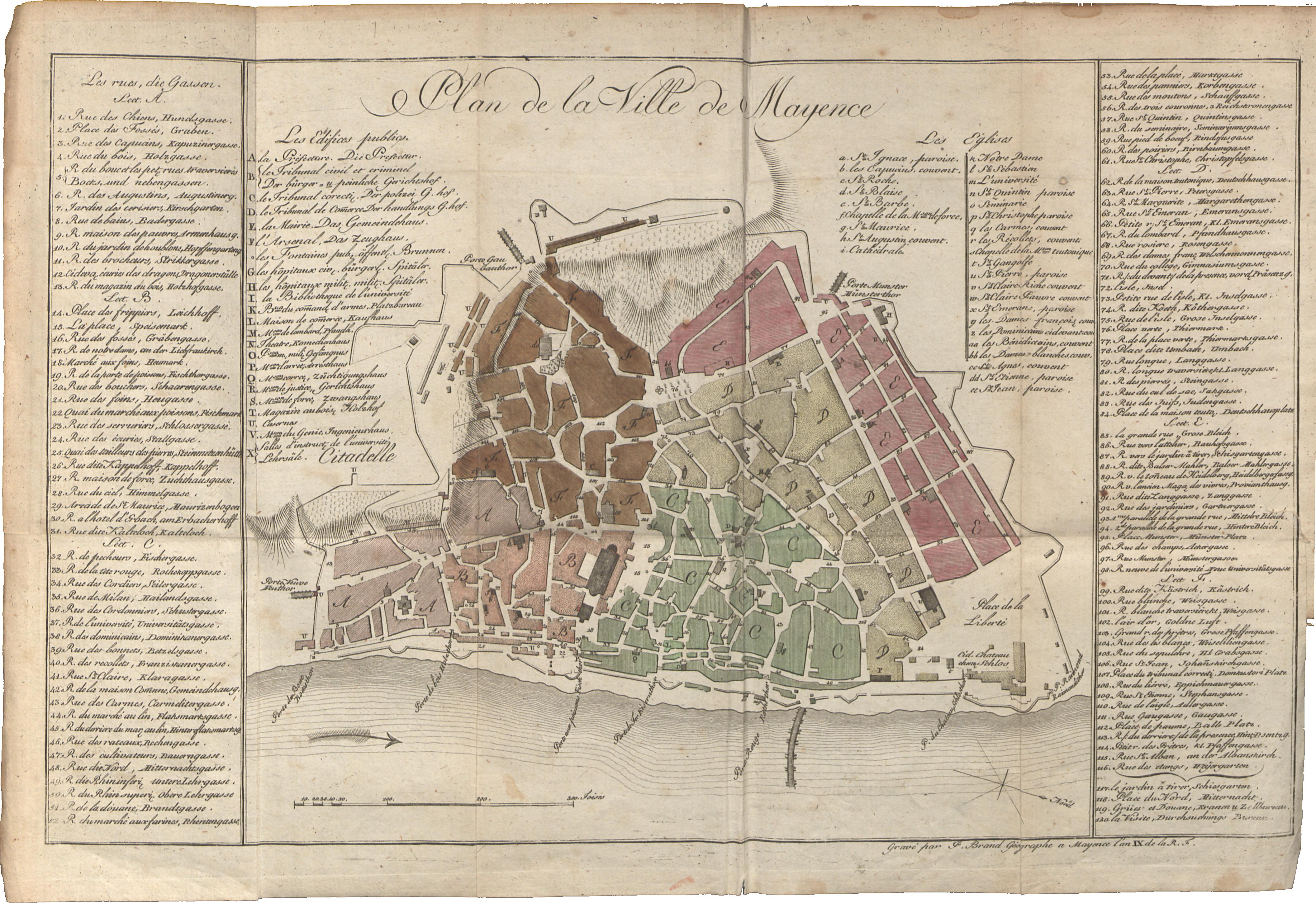
Le guide de la ville de Mayence contenant la dénomination de ses six sections, rues, maisons et de leurs numéros, ainsi que des habitants avec leurs qualités, états, professions ou métiers An IX [1800]. Lithographie de Pfeiffer.

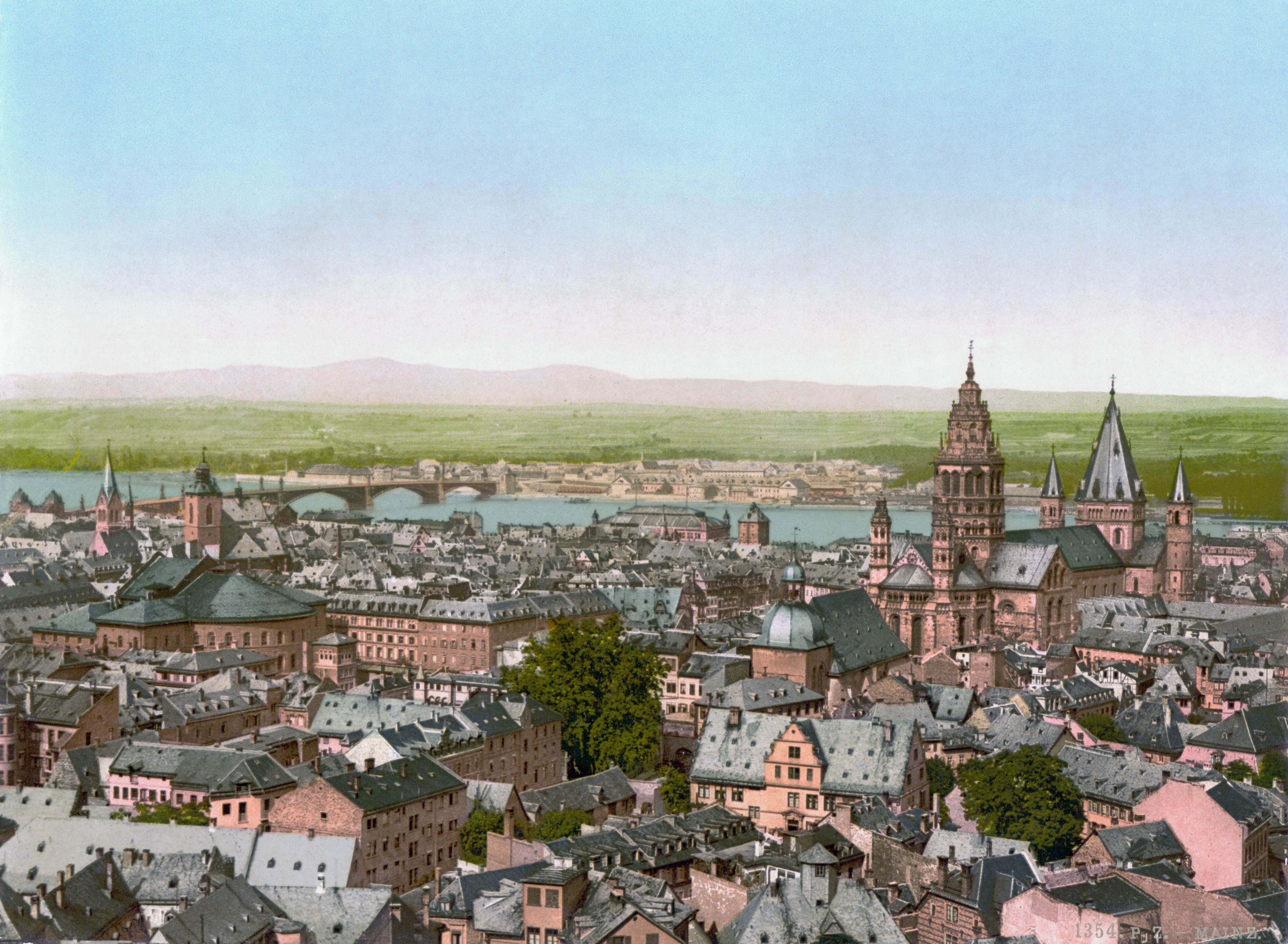
Vue de la ville vers 1900.

L’histoire de la ville de Mayence, fondée par les Romains, constitue un héritage de plus de deux millénaires.
Mayence tire son origine du camp romain de Mogontiacum, et devint ensuite capitale de la province de Germanie supérieure et siège d'archevêché de 780/82 à 1803. Elle connut une période d'épanouissement entre 1244 et 1462, lorsqu'elle eut le statut de ville libre. Par la suite, son histoire fut marquée par les princes-électeurs et les archevêques de Mayence qui résidaient dans la ville. Après la fin de cette époque, Mayence perdit en grande partie son importance de ville fortifiée. En 1950, Mayence devint capitale du Land de Rhénanie-Palatinat.

## Préhistoire
Les premières traces de vie humaine dans la région de Mayence datent de 20 000 à 25 000 ans. En 1921, un lieu de halte pour chasseurs datant de la dernière période glaciaire fut mis au jour dans la rue Linsenberg. Ce site est un vestige important pour les spécialistes puisqu'il s'agit de la plus ancienne trace de présence humaine dans la région proche de Mayence.
Grâce au Rhin, qui constitue dès l'origine une artère vitale de la ville, une vie culturelle et populaire riche prit place sur l'emplacement de la Mayence actuelle, et s'étira en particulier depuis la fin de l'âge de la pierre, aux environs de 1800 av. J.-C., jusqu'à l'âge du bronze.
Durant la deuxième moitié du Ier siècle av. J.-C., les Celtes constituaient la principale force sur les rives du Rhin supérieur. Ils peuplaient également la région de Mayence et nommèrent cette colonie d'après l'un de leurs dieux, Mogon, auquel on ne peut cependant pas rattacher le nom actuel de la ville. À partir de cette désignation, les Romains qui arrivèrent par la suite formèrent le nom de la ville « Mogontiacum ».
En 75 av. J.-C., les Germains arrivèrent enfin sous le commandement d'Arioviste dans les environs de Mayence, où ils traversèrent le Rhin en direction de la Gaule. Les Celtes vivant jusqu'alors sur les rives du Rhin moyen furent acculés dans la région de Mayence, qui était alors sous l'influence de la tribu des Trévires, une branche des peuplades celtes restant jusqu'à l'arrivée des Romains relativement à l'écart.
Après la guerre des Gaules, qui prit fin avec la bataille d'Alésia en 52 av. J.-C., l'Empire romain sous Jules César puis Auguste orienta ses conquêtes en direction du Rhin et de la Germanie. Les Romains prirent possession en premier lieu la région de la rive gauche du Rhin, avant de soumettre la Germanie sur la rive droite (Magna Germania). Un des camps qui fut érigé sur les bords du Rhin au cours de cette campagne par Nero Claudius Drusus fut postérieurement aménagé et devint Mogontiacum. La ville est ainsi l'une des plus anciennes villes allemandes.

## L'époque romaine

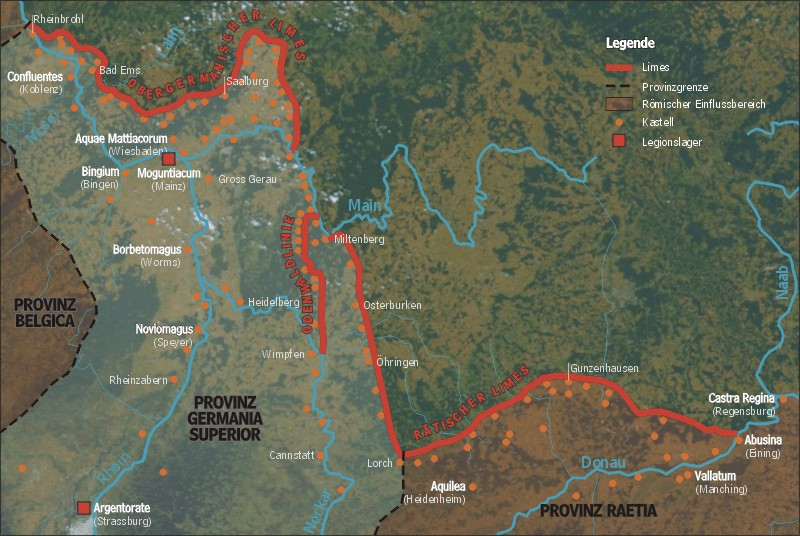
Localisation de Mongociacum et limes au IIe siècle.

Mogontiacum appartint pendant presque 500 ans à l'Empire romain. Le fait que le camp fortifié ait été fondé en 38 av. J.-C. n'a jamais été démontré archéologiquement, l'hypothèse n'est aujourd'hui plus soutenue par personne. Cependant, cette hypothèse ayant fait long feu, cette date est considérée comme la date officielle de fondation de la ville. Le début avéré de l'histoire romaine de Mayence est daté de 13/12 av. J.-C.. Dans le cadre de la politique d'expansion de l'Empire romain en direction de la Germanie, un camp de légionnaires fut fondé (au plus tard) à cette époque à l'embouchure du Rhin, servant également de délégation permanente du pouvoir romain qui dominait les territoires allant jusqu'au Rhin. Drusus en fut responsable jusqu'à sa mort en 9 av. J.-C.

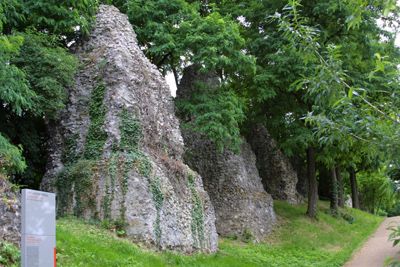
Les Römersteine, vestiges du système d'approvisionnement en eau.

Jusqu'en 90 ap. J.-C., deux légions (au départ la Legio XIIII Gemina et la Legio XVII Gallica), furent stationnées dans le camp puis une seule légion romaine, la Legio XXII Primigenia Pia Fidelis — la légion « de Mayence », restera jusqu'au milieu du IVe siècle ap. J.-C. Au cours de la préparation de plusieurs campagnes vers la Germanie jusqu'à quatre légions ainsi que des troupes auxiliaires stationnèrent également à Mayence. Une partie de ces troupes supplémentaires était cantonnée dans un deuxième grand camp militaire, qui fut employé jusqu'à la fin du Ier siècle ap. J.-C. Il était situé près de Weisenau à la place de l'actuelle carrière, il n'en existe aujourd'hui plus aucune trace archéologique. La succession des légions jusque vers 90 peut être résumée ainsi : avant 42-43 : XIV Gemina et XVI Gallica, de 43 à 70 : Legio IIII Macedonica et XXII Primigenia ; de 70 à 85 environ : I Adiutrix et XIV Gemina. Vers 85, la XXI Rapax remplace la I Adiutrix, elle se trouvait peut-être à Weisenau depuis quelque temps. Après sa dissolution vers 89-90, la XIV Gemina resta seule en garnison. Durant les années 90, vers 96 semble-t-il, la XXII Primigenia la remplaça et resta seule en garnison à Mayence.
La base militaire de Mogontiacum attira également des commerçants, des artisans et des aubergistes. Les personnes habitant autour du camp n'avaient cependant aucun droit civique et étaient administrées par le commandement du site. Le camp principal, auquel le nom du quartier Kästrich fait référence, était construit selon le plan des camps romains, avec deux rues se croisant : via prætoria, via principalis, via decumana et quatre portes : porta prætoria, porta decumana, porta principalis dextra, porta principalis sinistra.

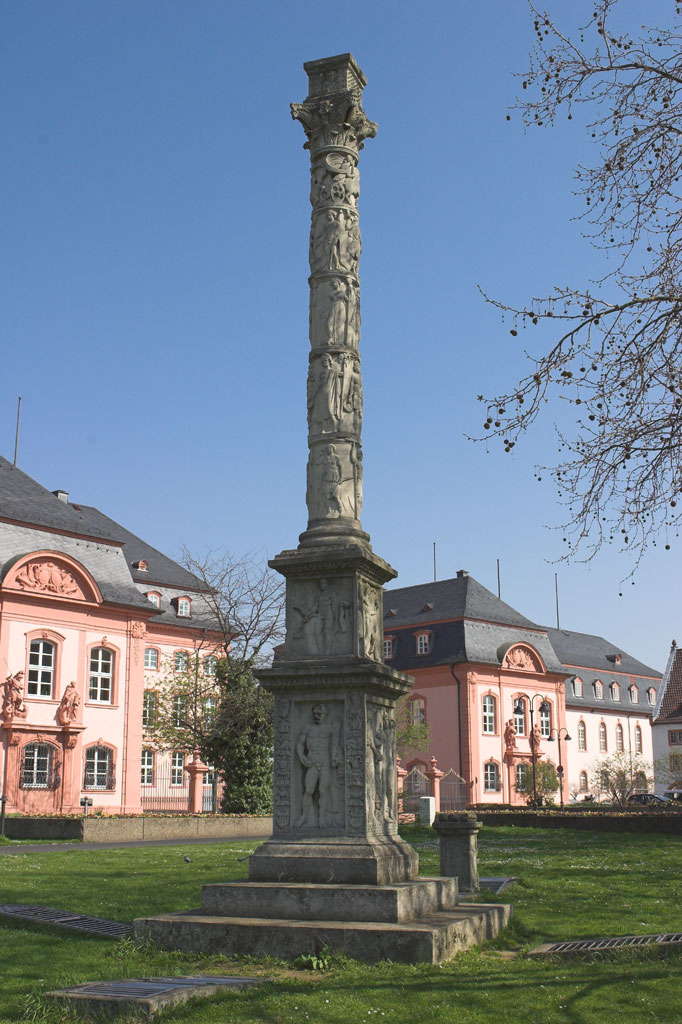
La grande colonne de Jupiter devant le Landtag de Mayence

Après la défaite désastreuse de Varus à la bataille de Teutobourg en 9 ap. J.-C., le Rhin devint pendant longtemps la frontière séparant la Germanie de l'Empire. En 89 ap. J.-C., après la répression de la révolte de Saturninus, la ville, qui était déjà un des plus importants camps frontaliers de l'armée, devint le centre administratif civil et la capitale de la province romaine nouvellement créée de Germanie supérieure. La province dominait alors le Rhin supérieur jusqu'à Coblence, qui s'appelait autrefois Confluentes. La province de Germanie inférieure se situait au nord, avec Colonia Claudia Ara Agrippinensium (Cologne) comme capitale. Un vaste programme de construction sous les empereurs Flaviens avec le renforcement du camp par de la pierre, construction de l'aqueduc de Mayence et de piliers de ponts en pierre, plus solides, ainsi que la conquête du Wetterau et le début de la construction du limes marquèrent le développement de Mogontiacum au Ier siècle ap. J.-C.
Par la suite, Mayence s'épanouit, mais la cité n'atteint jamais le statut de Cologne ou de Trèves. Les commerçants firent prospérer la ville ; pourtant la ville et sa région furent de plus en plus fréquemment menacées par l'invasion de tribus comme les Chattes, les Alamans et les Vandales, en particulier après l'attaque du limes en 258 ap. J.-C. Cela conduisit à la perte des champs Décumates, région située sur la rive droite du Rhin, et Mogontiacum redevint une ville frontalière. Au IIIe siècle et plus tard au IVe siècle, le christianisme fit son entrée dans la ville. En 343, elle devint pour la première fois un évêché sous Martinus (Marinus). On suppose que le christianisme a pu être introduit bien antérieurement, mais il n'y en a pas de preuve historique.
Au cours du même siècle, la décadence de l'Empire romain devint de plus en plus sensible. Les Alamans en particulier menaçaient Mayence et occupèrent la ville en 352/355. D'autres invasions eurent lieu au cours des années 357, 368 et 370. Le César Julien reprit la ville aux Alamans en 357 ap. J.-C. et renforça la flotte du Rhin à Mayence (vestiges des quais du port antique sur le Rhin au lieu-dit « Dimesser Ort »). Le mur de la ville déjà reconstruit au IIIe siècle fut à nouveau détruit puis reconstruit dans la seconde moitié du IVe siècle. Dans la nuit du nouvel an 406/407, les Vandales envahirent la ville et la rasèrent.
En 411, Jovin y fut couronné empereur.
Enfin, en 451, les Huns conquirent la ville mais, d'après les dernières recherches, ne causèrent pas de grands dommages. L'époque de la Mayence romaine était désormais révolue. Les Francs prirent le pouvoir et incorporèrent Mayence à leur empire jusqu'à la fin du Ve siècle.

## Mayence au début duhaut Moyen Âge(Ve–IXesiècles)

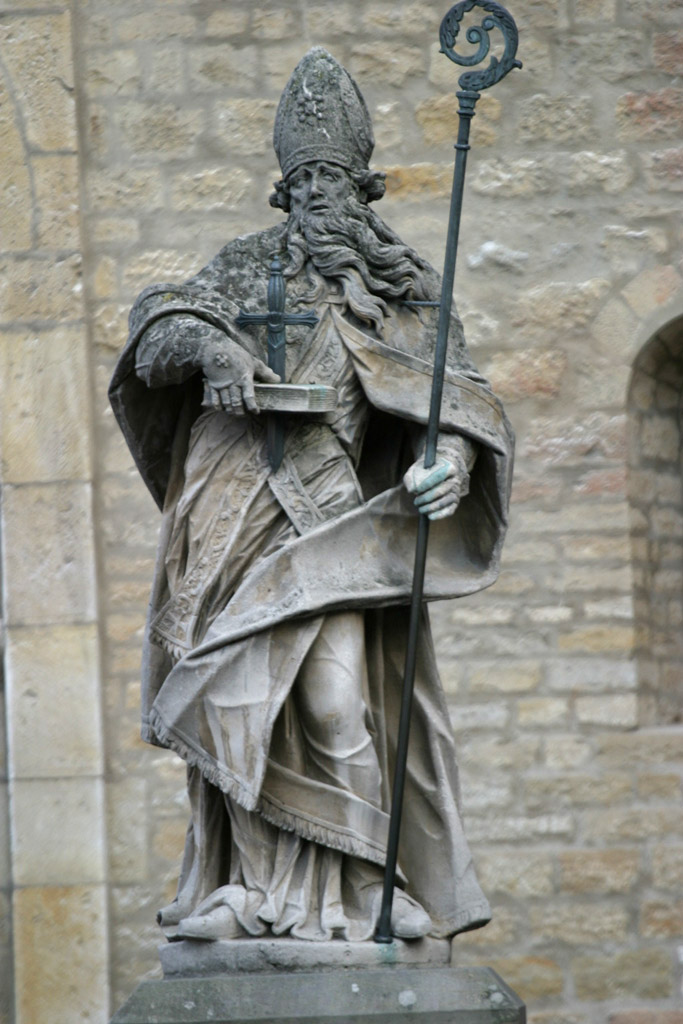
Statue de saint Boniface devant la cathédrale de Mayence.

Vers la fin du Ve siècle, une lutte s'engagea entre les Francs et les Alamans — la deuxième plus importante peuplade de la région — pour la suprématie sur l'ancienne région romaine. En 496/497, Clovis, le roi des Francs, de la dynastie des Mérovingiens, se fit baptiser à la suite d'un vœu. Clovis chassa par la suite les Alamans de la région. Il devint roi de la Franconie occidentale et de la Gaule, et plus tard, du royaume franc de Cologne, auquel Mayence appartint vraisemblablement. Appelée alors non plus Mogontiacum, mais Magontia ou Maguntia, Mayence fit ainsi partie d'un grand empire franc et, de ville-frontière, devint une ville intérieure. À partir de cette époque, mais surtout sous l'évêque Sidonius (534-547), le christianisme s'épanouit dans la ville et des constructions refirent leur apparition. Aux VIIe et VIIIe siècles, des moines bénédictins anglo-saxons établirent une mission. Le plus important de ces missionnaires était l'archevêque missionnaire Boniface, originaire du Wessex, qui destitua en 744 Gewielieb, accusé de se livrer à des actes de vendetta indignes, et prit sa place d'évêque de Mayence. Boniface, en tant qu'archevêque de Mayence, dirigea la christianisation de la Hesse et de la Frise. Sous son successeur Lullus, le diocèse fut élevé en archidiocèse vers 780/782. L'Église de Mayence se développa et devint la plus grande province ecclésiastique au nord des Alpes, ce qui accentua l'importance de la ville.
Sous Charlemagne, les Carolingiens atteignirent leur apogée. Charlemagne fit ériger à proximité de Mayence, à Ingelheim, l'une de ses résidences impériales. La découverte d'un fragment de trône datant de la seconde moitié du VIIIe siècle laisse supposer qu'un palais impérial existait également à Mayence même. Charlemagne tint plusieurs assemblées à Mayence, ce qui devint une tradition suivie durant plusieurs siècles ; elles culminèrent en 1184, sous le règne de l'empereur Frédéric Barberousse. Mayence s'offrit comme lieu d'assemblée, étant donné qu'elle disposait déjà d'une vaste église (75 mètres de long), l'abbaye de Saint-Alban, dans laquelle les assemblées pouvaient prendre place, et qui se développa au cours des 200 ans suivants pour devenir le centre spirituel du diocèse. Comme la christianisation des Slaves et des autres peuples de l'Est par Mayence avançait rapidement, la ville devint un nœud de communication important de l'Empire, non seulement en ce qui concerne la politique et la religion, mais également pour l'économie. En particulier, les marchands rendirent la ville prospère. Le développement principal concernait toutefois le domaine de la religion, conduite par les archevêques successifs. Parmi les successeurs immédiats de Lullus, l'un des plus importants fut Raban Maur, qui devint évêque en 847 et sous lequel le développement de Mayence connut un premier point culminant en tant que centre spirituel significatif.

## Mayence au Moyen Âge

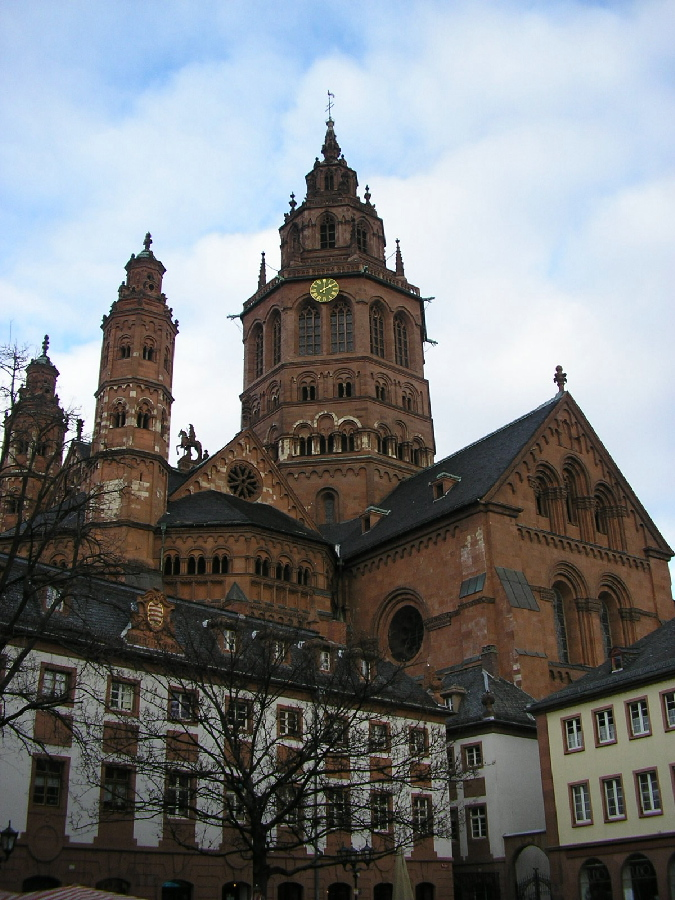
La cathédrale Saint-Martin de Mayence aujourd'hui.

Après avoir repoussé les incursions des Normands au IXe siècle, débuta l'époque sous laquelle Mayence fut gratifiée de l'appellation d'Aurea Moguntia (Mayence dorée), et à partir de laquelle l'archevêque porta le titre d'« archevêque du Saint-Siège » de Mayence, titre honorifique particulier qu'aujourd'hui seul le Saint-Siège de Rome partage. Mayence devint le siège du représentant pontifical au-delà des Alpes.
En 975, l'homme d'Église le plus important de l'époque, en la personne de Willigis, devint archevêque, puis archi-chancelier du Saint-Empire romain germanique ; et il unit cette dignité au titre d'archevêque. Il fut une figure-clé de l'époque des Ottoniens qui favorisèrent les provinces ecclésiastiques et leurs évêques. De 991 à 994, Willigis fut en tant que précepteur d'Otton III administrateur de l'Empire et réunit à Mayence les plus hauts pouvoirs spirituels et temporels ; en conséquence, le paiement des tributs fit de Mayence l'un des évêchés les plus riches de son temps. En outre, Willigis fit ériger la grande cathédrale romane de Mayence qui devait devenir une manifestation évidente de l'Église interne à l'Empire et marque encore aujourd'hui l'urbanisme de Mayence. Mayence est décrite dans les écrits historiques de cette époque comme Diadema regni (couronne de l'Empire) et Aureum caput regni (tête dorée de l'Empire).
Le développement amorcé au IXe siècle connut avec Willigis son parachèvement, et fit de l'archevêque de Mayence le dirigeant de la ville. Il désigna un landgrave (plus tard burgrave) qui administrait la ville pour lui. Mayence devint métropole archiépiscopale et le resta jusqu'à la fin du Saint-Empire romain germanique, excepté entre 1244 et 1462.

### Centre d’étude talmudique
Vers l’an Mil la communauté juive de la vallée du Rhin se développe. Magenza, le Mayence en hébreu, accueille un centre d’étude talmudique réputé attirant des étudiants venant d’Espagne et d’Italie. Son fondateur Rabbenou Guershom ben Yeouda (960-1028) convoque un conseil réunissant les érudits ashkénazes et les chefs de chaque communauté. Le synode vote de nouvelles lois sur le mariage et le divorce, dont l’une interdit la polygamie. Une autre, adoptée au cours d’un synode ultérieur, stipule qu’un mari ne peut divorcer sans le consentement de sa femme. Le synode réaffirme que tous les Juifs sont dans l’obligation de se plier à la juridiction des tribunaux juifs locaux. Il déclare qu’un individu se voyant confier une lettre pour un autre destinataire n’a pas le droit de la lire. Rabbenu Gershom créera d’autres lois, comme celle consistant à interroger les nouveaux venus avant de les admettre dans une communauté afin de s’assurer de leur foi et de leur moralité (et dans le but non avoué de les écarter de la compétition commerciale). Il interdit que l’on insulte les apostats qui sont revenus au judaïsme et que l’on écrive des commentaires dans les marges du Talmud. Il considère les chrétiens comme des idolâtres, mais autorise les transactions commerciales avec eux (par nécessité).

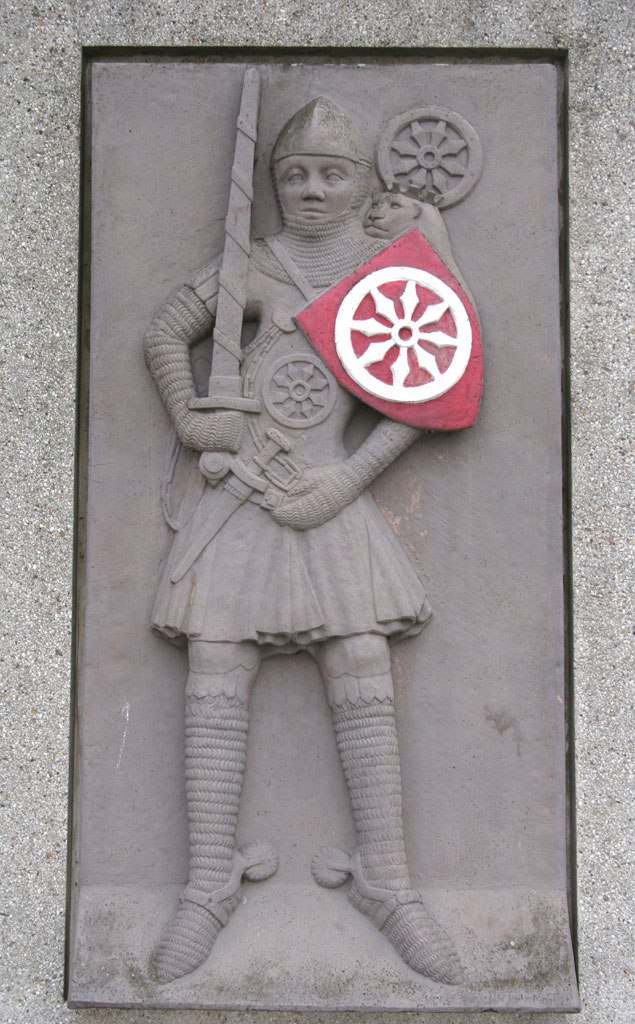
Prince-électeur de Mayence.

Le titre d'archi-chancelier de l'archevêque et le droit de celui-ci d'élire l'empereur faisait de Mayence un des lieux les plus importants du Saint-Empire romain, voire un foyer de la politique impériale, ce qui fut le cas en particulier pendant le bas Moyen Âge. L'archevêque Adalbert Ier de Sarrebruck détint assez de pouvoir pour réformer le droit de vote impérial en 1125. À partir de cette époque, le vote fut limité non plus à tous les princes, mais seulement à dix d'entre eux issus des quatre provinces de Franconie, de Saxe, de Souabe et de Bavière. En 1257, ce nombre fut réduit à sept, une convention qui fut conservée jusqu'à la fin de l'Empire avec une légère modification (transfert du droit de vote du comte palatin au duc de Bavière, et plus tard création d'une huitième cure pour le comte palatin). L'un d'eux était l'archevêque de Mayence, qui était en conséquence également appelé prince-électeur.

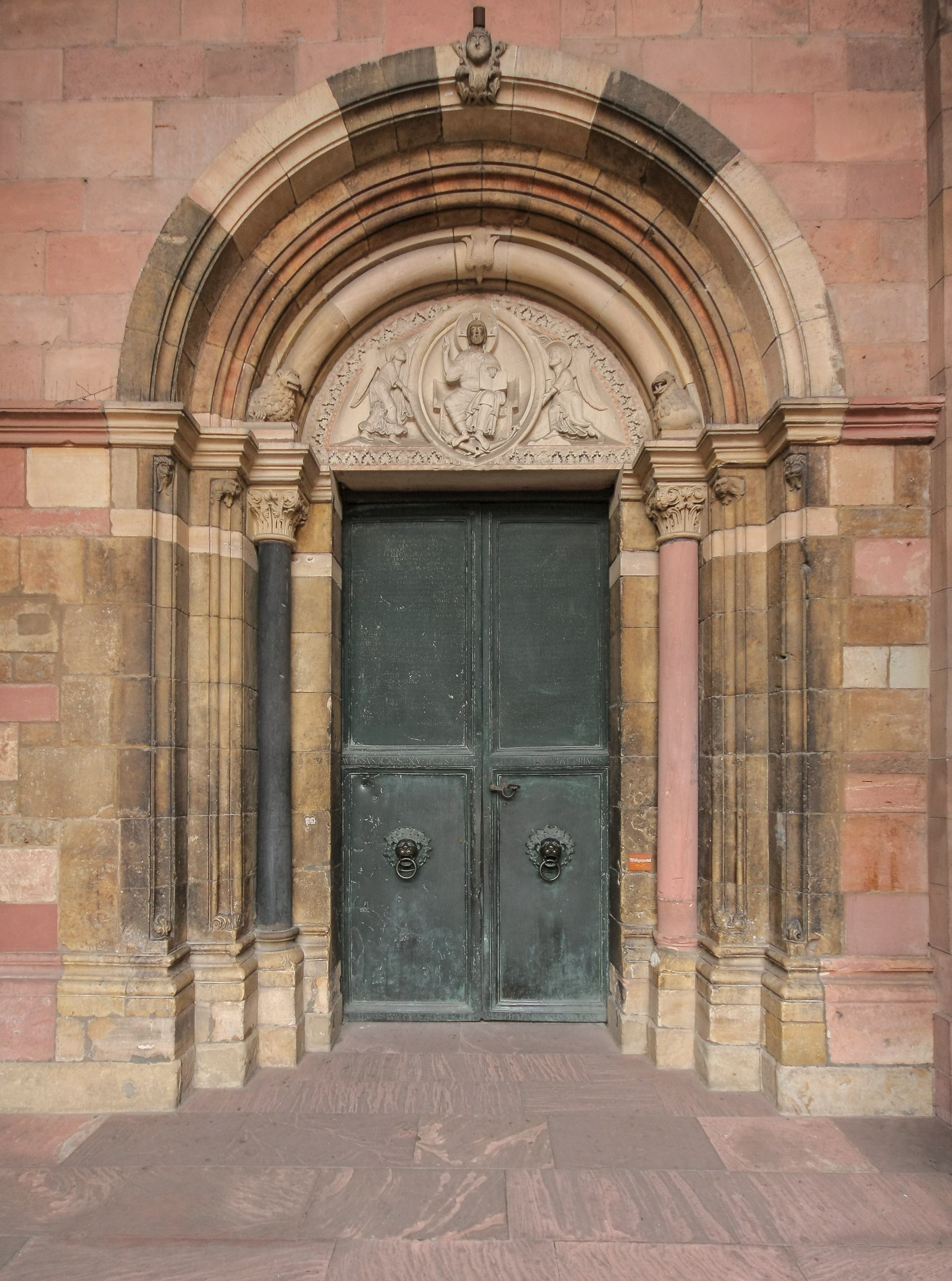
Les portes de bronze de la cathédrale ; dans les deux panneaux supérieurs sont gravés les droits civiques accordés par Adalbert.

Adalbert accorda pour la première fois aux Mayençais vivant dans l'enceinte des murs de la ville des droits civiques particuliers, en particulier l'indépendance vis-à-vis des juridictions extérieures, et le privilège de ne devoir payer aucune redevance aux prévôts externes à la ville. L'énonciation de ce droit fut par la suite rendue publique en étant gravée dans les portes de bronze de la cathédrale. Cependant, les privilèges furent perdus en 1160, quand les habitants assassinèrent l'archevêque Arnold von Selenhofen à cause d'une dissension concernant les impôts. L'empereur Frédéric Barberousse fit à cause de cela démanteler les murs de la ville. En 1160, Raoul de Zähringen fut appelé comme successeur par les citoyens mayençais. Mais dès 1184, Frédéric Barberousse revint à Mayence pour organiser une nouvelle croisade au cours de la diète connue sous le nom de Hoftag Jesu Christi (diète de Jésus-Christ). Sous les archevêques de la maison d'Eppstein en particulier (à partir de 1208), Mayence se développa de nouveau et redevint un lieu particulièrement important de l'Empire. En 1212, Siegfried II d'Eppstein couronna le plus marquant des Hohenstaufen, Frédéric II, dans la cathédrale de Mayence. Les archevêques d'Eppstein firent par ailleurs avancer la construction des fortifications de la ville.

### La persécution des juifs de 1096
La persécution des Juifs, et leur pogrom à Magenza, coïncida, comme dans la plus grande partie de l'Empire, avec les croisades. Le pogrom le plus terrible fut celui de 1096. Après que la croisade fut achevée, de sérieux troubles survinrent en France. D'importantes armées irrégulières s'y formaient, voulant « libérer » leur pays des Juifs, avant de partir en Terre sainte. Après que les Mayençais eurent en premier lieu réduit le danger, ils contraignirent la levée d'une armée devant Worms et plus tard devant leur propre ville pour agir également. Quand le comte Emich de Flonheim, personnage radical et haïssant les Juifs, apparut avec son armée devant la ville, l'archevêque Ruthard, paraissant incapable d'affronter le comte, déserta la ville. Les Juifs de Mayence essayèrent de détourner l'archevêque de ses projets avec des dons d'argent. Après le meurtre inexpliqué d'un Mayençais, il fut facile à Emicho de s'attirer les bonnes grâces des citoyens de la ville. Ceux-ci ouvrirent les portes de la ville une fois la nuit tombée. Les Juifs se réfugièrent dans la résidence archiépiscopale, où Ruthard devait garantir leur sécurité. Mais ce fut là une responsabilité qu'il ne put assurer, puisqu'il prit bientôt la fuite ; et les Juifs furent livrés à leur poursuivant. Pour ne pas tomber entre leurs mains, ils accomplirent un suicide collectif. Seuls quelque 53 Juifs purent être sauvés par les 300 hommes de la garde de l'archevêque, et partirent vers Rüdesheim am Rhein où ils furent quand même livrés par les croisés. L'archevêque Ruthard n'était plus le maître des lieux. Finalement, 1 014 Juifs moururent, ce qui correspondait à 90 % de la communauté de l'époque.
L'empereur Henri IV décréta par la suite la reconstitution de la communauté. Comme la fortune des Juifs ne fut pas retrouvée, les revenus de l'archevêque furent confisqués. La population juive se rétablit complètement de ce pogrom au cours du bas Moyen Âge.

### La Pentecôte de Barberousse en 1184
La diète tenue par Frédéric Barberousse à la Pentecôte 1184 compte parmi les principales diètes de tout le Moyen Âge ; elle a été chantée en dialecte champenois par le trouvère Guiot de Provins. Le motif en était l'adoubement de ses fils Henri et Frédéric. Plus de 40 000 chevaliers se rendirent à Mayence qui ne pouvait contenir une telle foule, tant et si bien que les chevaliers durent camper sur des îles en bordure du Rhin. Presque tous les princes et l'intégralité de l'élite spirituelle prirent part à la fête, parmi lesquels les ducs de Bohême, d'Autriche, et de Saxe, le comte palatin et le landgrave de Thuringe, les archevêques de Trèves, Brême et Besançon, ainsi que les évêques de Ratisbonne, Cambrai, Liège, Metz, Toul, Verdun, Utrecht, Worms, Spire, Strasbourg, Bâle, Constance, Coire, Wurtzbourg, Bamberg, Münster, Hildesheim et Lübeck. Un chroniqueur écrivit au sujet de la fête que « c'était la plus grande qui fût jamais fêtée en Allemagne ».

## L'apogée de Mayence: la ville libre (1244-1462)

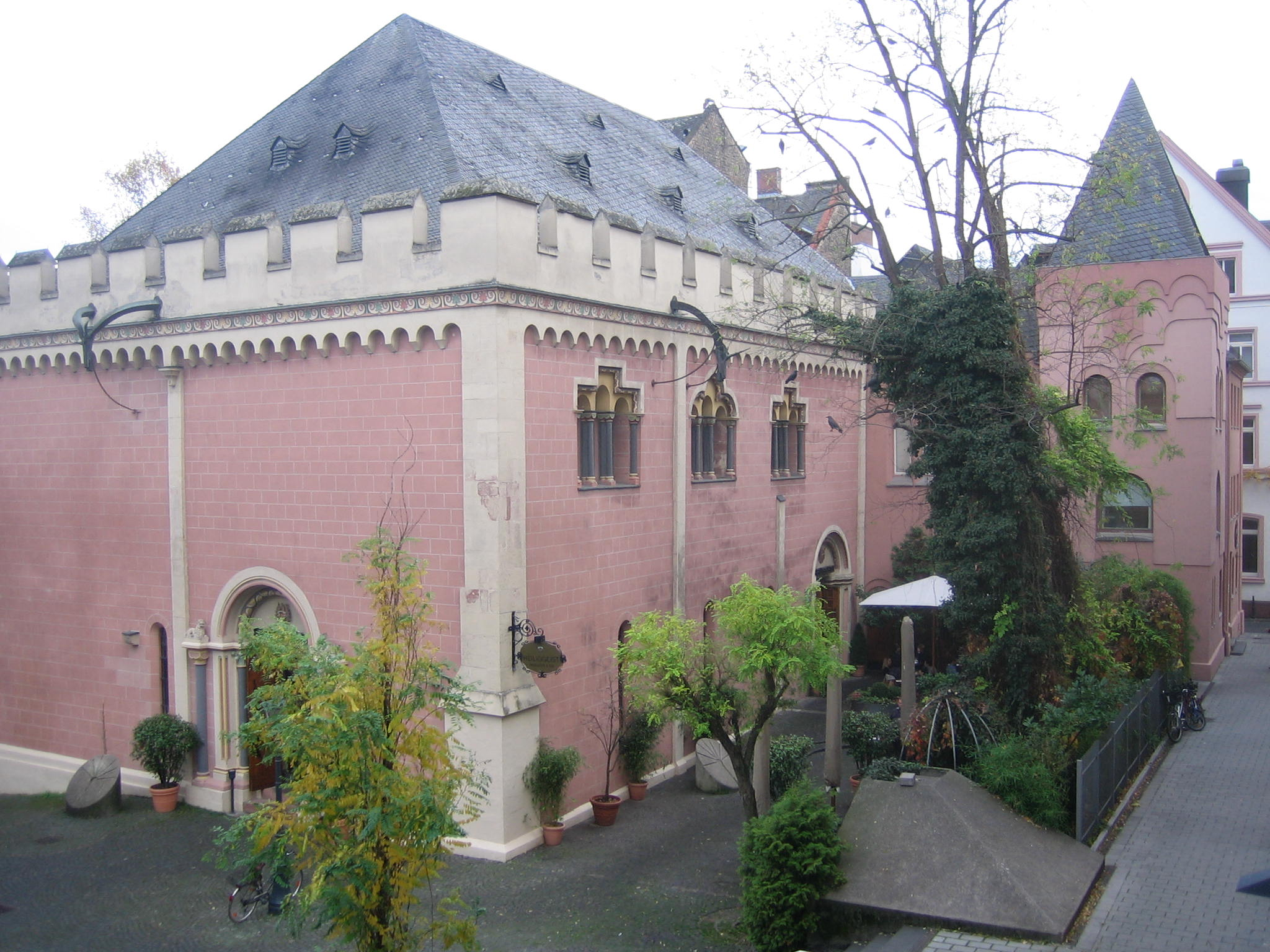
Hôpital du Saint-Esprit.

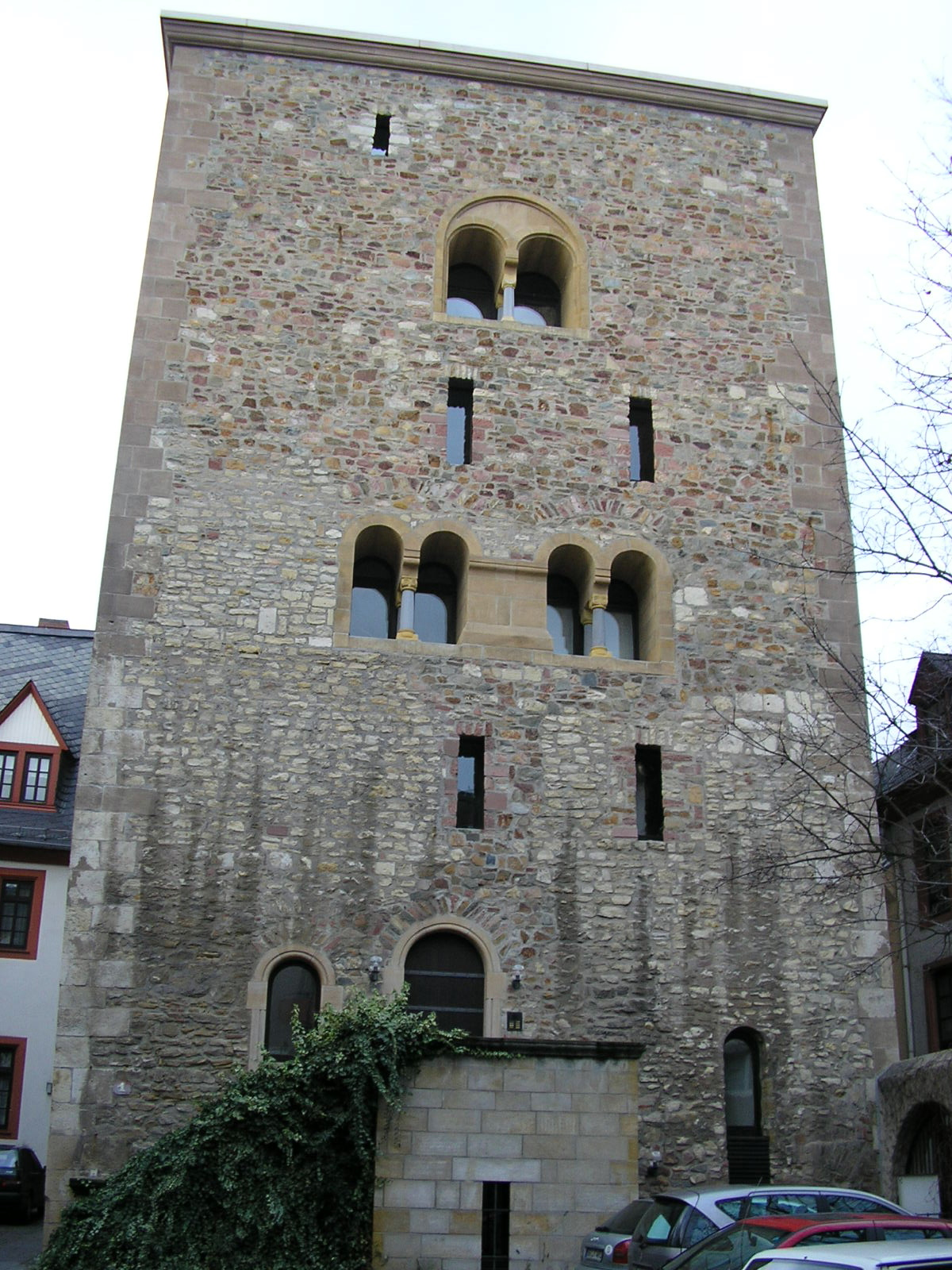
Maison-tour « Haus zum Stein », en substance la plus ancienne habitation de la ville. Le bâtiment a servi comme tour de défense et a été modifié à plusieurs reprises au cours des siècles. Reconstruction de l'état de 1250.

Frédéric II réprima en 1235 la rébellion de son fils Henri, roi des Romains. Il le fit prisonnier et lui substitua son autre fils Conrad en 1237. Ce dernier assura la régence de l’Allemagne sous la tutelle de Siegfried III von Eppstein, archevêque de Mayence. On édifia en 1236 l'hôpital du Saint-Esprit, en vue d'interner les malades et les nécessiteux.
Aussi en 1236, l'empereur accorda de nouveau aux citoyens de Mayence des droits ressemblants à ceux d'Adalbert (capitulations de Mayence). Favorisés par le conflit opposant Frédéric II au pape, les Mayençais furent courtisés par les deux partis ennemis. Ils obtinrent ainsi en 1242 du roi Conrad IV le droit d'établir une douane. Néanmoins, ils changèrent de camp peu après et ils obtinrent le 13 novembre 1244, pour des raisons pas encore tout à fait éclaircies, un autre privilège : la souveraineté de la ville de la part de l'archevêque Siegfried III d'Eppstein. Cela comprenait non seulement la confirmation des privilèges précédents, mais également la constitution d'un parlement de 24 élus. De plus, l'obligation de conscription fut abrogée ; ainsi, les citoyens mayençais n'étaient plus tenus au service militaire, sauf pour la défense de la ville, et n'avaient plus à financer les guerres. Comme le puissant chapitre de la cathédrale de Mayence garantissait également la sauvegarde des privilèges, même après l'élection des archevêques à venir, Mayence, bien que l'archevêque restât le dirigeant de la ville, devint de facto « ville libre ». Seuls des membres des maisons patriciennes de Mayence étaient admis au parlement de la ville.
Après la concession du statut de ville libre, une époque brillante débuta pour la ville au haut Moyen Âge. Le développement de la ligue rhénane à partir de 1254 et la réputation qui en découla pour Mayence, rendirent la ville célèbre à travers l'Empire. Mayence devint le foyer de l'activité politique et ecclésiastique, dont un témoignage est la construction de nombreux cloîtres (jusqu'à 26 cloîtres étaient installés à Mayence). Après la fin de la période d'interrègne en 1273, la ville put de nouveau s'épanouir. Grâce à la sécurisation des routes d'échange après la reformation du pouvoir central (quoiqu'il fût amoindri), le commerce put se développer.
Sur le plan politique, l'archevêque Pierre d'Aspelt (1306-1320) fut particulièrement reconnu au sein de l'Empire. Outre le couronnement de Jean du Luxembourg à la tête de la Bohême (qui appartint jusqu'en 1348 à la province ecclésiastique de Mayence), il appuya le choix de Louis de Bavière comme empereur, ce qui satisfit également la ville et la bourgeoisie, qui obtint en 1317 le Kaufhausprivileg (droit d'établir des magasins). Au même moment, l'empereur ordonna le Landfrieden rhénan (la paix rhénane), qui devait offrir une protection aux importations de céréales après les famines.

### La ligue rhénane
À la mort de Frédéric II s'ouvrit une période d'interrègne sans empereur. L'absence de pouvoir central provoqua dans l'Empire des luttes de pouvoir et de petites guerres civiles. Comme des bandes de maraudeurs et de brigands se formaient dans le pays, les Mayençais et les habitants de Worms décidèrent en 1253 de tirer un trait sur leurs désaccords. En février 1254, ils établirent une alliance de protection mutuelle qui s'étendit vite à Oppenheim et à Bingen. Cette union, à l'origine locale, fut par la suite élargie à de nombreuses villes et régions du Rhin moyen et du Rhin supérieur. Au bout de deux ans, la Ligue rhénane englobait déjà une grande partie de l'Allemagne actuelle. Le pouvoir politique était détenu en majeure partie par Mayence et Worms. Cette union était de nature politique, économique et militaire, elle devait avant tout rétablir la sécurité des échanges de marchandises menacés. En 1255, elle obtint de l'empereur Guillaume Ier du Saint-Empire (prince désigné par l'archevêque Siegfried III comme anti-roi après l'excommunication de Frédéric II) le statut d'institution impériale.
Le succès de la ligue rhénane provoqua une réforme constitutionnelle profonde dans le Saint-Empire. Mais en 1256, Guillaume mourut en Frise. La construction de l'union se poursuivit d'abord, cependant que les princes-électeurs ne trouvaient pas de compromis pour le choix de l'empereur, et que deux princes étaient à égalité. L'union s'écroula à cause de cette divergence. Mais le concept de l'union des villes survécut, et bientôt, de nouvelles ligues se formèrent partout, comme la Hanse, qui auparavant n'existait qu'en tant qu'association de marchands. La ligue de Mayence, Worms et Oppenheim fut également reconstituée. Mais à la fin du haut Moyen Âge, des temps plus troublés commencèrent.
En 1310 se tint le concile de Mayence, et, en 1356, L'empereur Charles IV promulgua la Bulle d'or, qui fixait les conditions d'élection à la tête du Saint-Empire :
- trois électeurs ecclésiastiques (les archevêques de Mayence, Trèves et Cologne), et quatre électeurs laïques (le roi de Bohême, le comte palatin du Rhin, le duc de Saxe et le margrave de Brandebourg) réunis à Francfort choisissent le souverain, couronné à Aix-la-Chapelle ;
- la désignation du souverain échappe à la papauté, son pouvoir est réduit à néant. Les grandes principautés peuvent préserver l’indépendance totale qu’elles ont acquise et les Électeurs prennent soin de choisir des candidats sans prestige et sans autorité. Cette politique entraîne le recul du germanisme vers l’est et compromet la cohésion allemande ;
- l’archevêque de Mayence devient chancelier d’Empire.

## Mayence à la fin du Moyen Âge
Déjà du temps de l'archevêque Matthias von Bucheck, des conflits éclataient entre l'archevêque lui-même, la ville et le chapitre épiscopal. La pomme de discorde était, le plus souvent, la non-reconnaissance des privilèges des bourgeois par le chapitre, lequel faisait pression sur l'archevêque pour qu'il réduise ces droits. À la mort de l'archevêque en 1328, le conflit se déclara ouvertement. Le chapitre épiscopal élit comme nouvel archevêque l'archevêque de Trèves, Baudouin de Luxembourg, tandis que le pape, qui avait l'appui de la bourgeoisie, choisit comme successeur Henri III de Virnebourg (le neveu de l'archevêque de Cologne de même nom). Le schisme qui s'ensuivit tourna à la confrontation pure et simple (connue comme la querelle de la cure de Mayence), confrontation qui valut à la ville un interdit ecclésiastique. Par la suite, Louis le Bavarois mit la ville au ban de l'Empire. Cette peine contraignait les Mayençais à racheter leur liberté par paiement d'une amende considérable, ce qui laissa la ville ruinée. Là-dessus advint l'épidémie de peste noire de 1348, qui provoqua la décadence de la cité. Cette décadence entraîna une lutte pour la suprématie au sein du conseil municipal, à laquelle prirent part de nouveaux partis comme les corporations. Ces confrontations s'étalèrent jusque tard dans le XVe siècle et retardèrent le développement de la ville.

### Perte des droits civiques
Ces confrontations urbaines entraînèrent aussi ce qu'on appela la querelle du canonicat de Mayence, qui amena finalement en 1462 la fin des libertés civiques pour la ville. Thierry d'Isembourg avait été élu nouvel archevêque en 1459. Il devint rapidement l'ennemi du pape (en refusant de s'associer à sa guerre sainte) et de l'empereur (par son appui aux hussites de Bohême). Le pape le déchut en 1461 et appela Adolphe II de Nassau à la chaire de Mayence, mais la ville et les bourgeois soutenaient Thierry. Adolphe II fit alors occuper la ville et suspendit les droits et privilèges de la bourgeoisie. Mayence fut reléguée désormais au rang de résidence archiépiscopale et électorale, et administrée par un résident délégué de l'archevêque (« Vice-évêché »). La ville perdit ainsi toute importance politique.
À la mort d'Adolphe II, en 1475, le chapitre élut cependant à nouveau Thierry d'Isembourg comme archevêque. Les citoyens de Mayence allaient recouvrer leurs droits du prince qu'ils avaient naguère acclamé comme archevêque, mais pas immédiatement : en contrepartie de son élection, Thierry avait dû renoncer solennellement devant le chapitre épiscopal à tout droit sur l'administration de la ville ; un serment qui, à la suite d'un soulèvement de la bourgeoisie (1476) ne tint qu'un an. L'archevêque Thierry obtint à nouveau la direction de la ville et se fit construire une résidence, le Martinsburg, premier édifice de ce qui allait devenir le château des Princes-Électeurs. En 1486, le roi Maximilien Ier accorda définitivement par lettres patentes la ville à l'archevêque.

### Ville universitaire

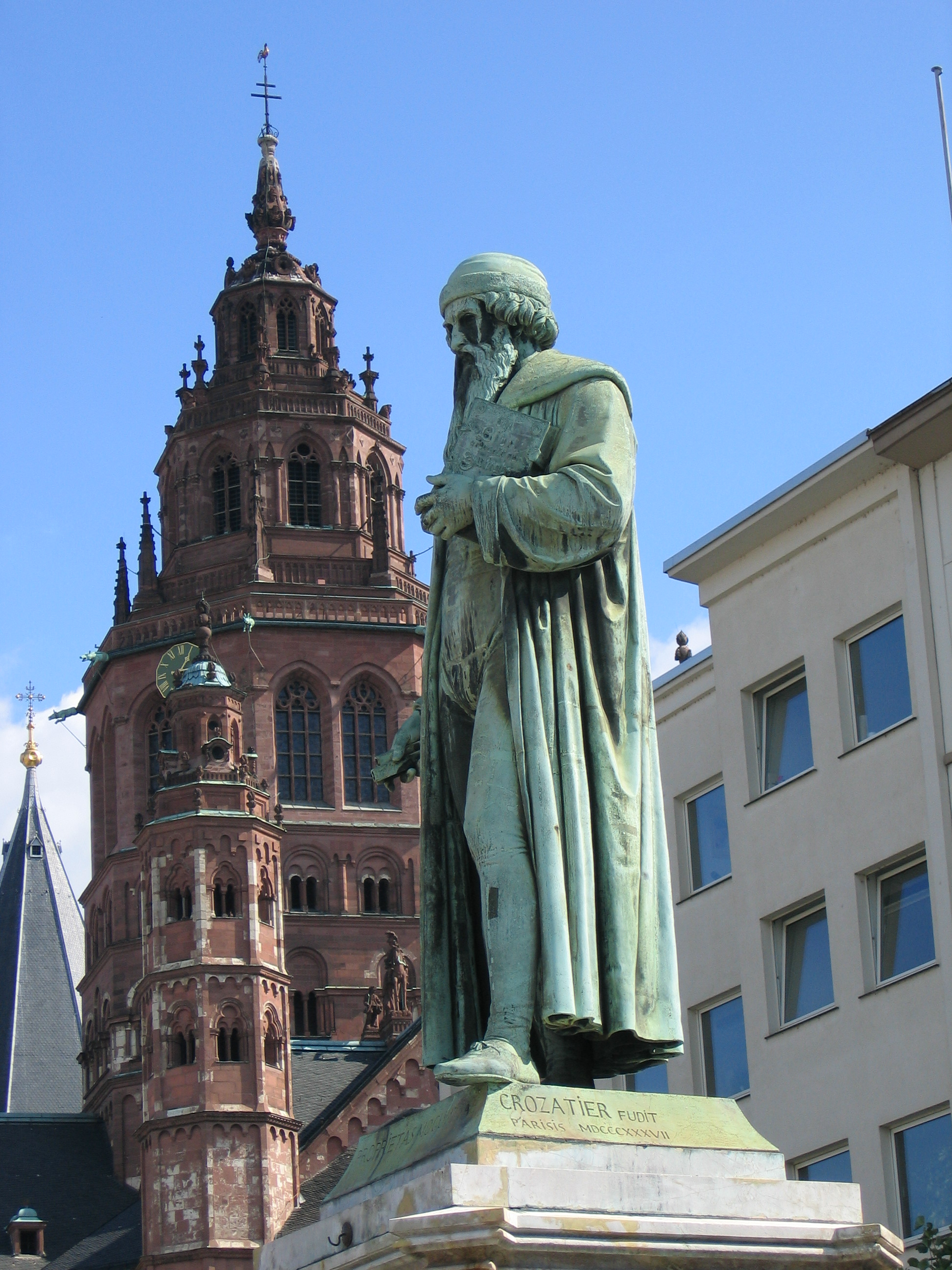
La cathédrale et le mémorial Gutenberg.

Thierry d'Isenbourg édifia en 1477 la première université de Mayence, qui fut active jusqu'en 1823. Déjà imaginée par son prédécesseur Adolphe II de Nassau, une telle institution devait à l'époque être approuvée par le pape ; ce dernier dota en l'occurrence cette université des mêmes privilèges que celles de Cologne, Paris et Bologne. Elle fut rebaptisée « université Johannes-Gutenberg » après la Seconde Guerre mondiale en 1946.

### L'invention de l'imprimerie
L'invention de l'imprimerie à caractères mobiles eut lieu (du moins en ce qui concerne le monde occidental) au cours des décennies précédant la Réforme, vers 1450, et est l'œuvre du Mayençais Johannes Gutenberg. Cette invention constitue la première révolution des médias et elle facilita la réforme religieuse, dans la mesure où elle permit de reproduire et de diffuser l'écrit non seulement plus vite, mais aussi à des échelles inimaginables auparavant.
C'est à Mayence (1452-1455) que Gutenberg imprima sa fameuse Bible à quarante-deux lignes. Johann Fust, le commanditaire de Gutenberg, vendait ces ouvrages imprimés à Paris.

## La Réforme à Mayence

### Prémices

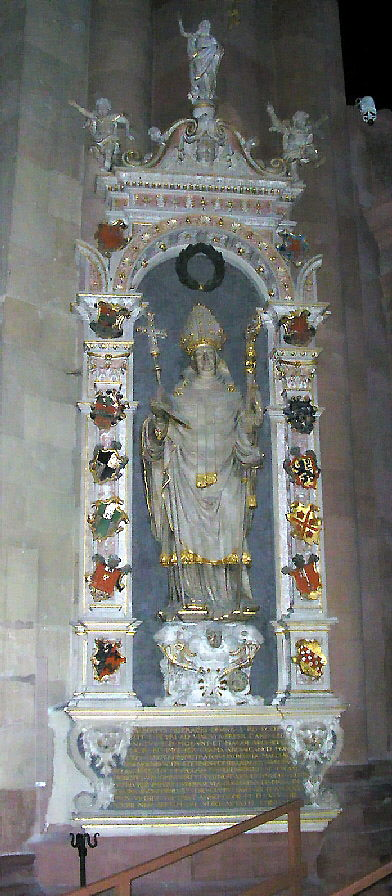
Stèle funéraire de l'archevêque de Mayence et de Magdebourg, le cardinal Albert de Brandebourg, dans la cathédrale de Mayence.

La perte des droits civiques contrastant avec des privilèges ecclésiastiques exorbitants, les relations entre les bourgeois et l'Église se dégradèrent, et cela d'autant que les clercs négligeaient de plus en plus ouvertement leurs devoirs religieux. L'archevêque lui-même, en tant que grand électeur et chancelier d'Empire, s'occupait davantage de la politique du Saint-Empire que de religion. Ainsi, l'archevêque Christian Ier von Buch (1165-1183) n'était venu en tout et pour tout que deux fois dans sa paroisse. D'autres dignitaires religieux bénéficiaient aussi souvent de prébendes et sinécures, dont ils devaient s'occuper. Ils laissaient fréquemment à des vicaires le soin d'assurer leurs devoirs religieux. Aussi les autorités religieuses ne parvinrent-elles jamais à garder le contact avec les laïcs.
L’humanisme et la connaissance des langues bibliques faisaient également des progrès même en Europe centrale. Ainsi, le bibliste Johannes Reuchlin, qui s'était opposé en 1513 à la destruction par le feu de livres en hébreu demandée par l’Inquisition de Mayence, fut condamné. Il fit appel devant le Pape en 1518. L’affaire traîna en longueur jusqu'à la mort de Reuchlin (en 1521) et, sous l'impulsion d'Ulrich von Hutten, donna lieu à nombre de pamphlets contre les dominicains et leur héraut, Johannes Pfefferkorn.
C'est sur ce terreau que la Réforme prit naissance, avec des pamphlets dénonçant le commerce des indulgences par l'Église. Le commerce des indulgences était particulièrement florissant dans l'évêché de Mayence. La raison en était la nomination d'Albert IV de Brandebourg à l'archevêché. Albert, à qui la ville de Mayence était redevable de l'introduction des idées et de l'architecture de la Renaissance (il avait fait de Matthias Grünewald son peintre de cour en 1526), et qui était déjà archevêque de Magdebourg et vidame d'Halberstadt, conserva ces titres après sa nomination en tant qu'archevêque de Mayence. L'agrément par le Vatican d'un tel cumul de fonctions coûta une fortune (annates) au chapitre de Mayence et à Albert. Ils se laissèrent entraîner dans le trafic d'indulgences par le prédicateur Johann Tetzel. C'est contre ce trafic qu'un moine originaire d'Eisleben, Martin Luther, s'éleva d'abord. Ses thèses trouvèrent un écho profond à Mayence et purent se propager rapidement depuis la ville qui, précisément, avait vu naître l'imprimerie. Lorsqu'en 1520, le nonce pontifical Aleander se rendit à Mayence pour y faire brûler les écrits de Luther, il échappa de peu au lynchage.
L'archevêque Albert resta d'abord perplexe devant les idées des réformateurs. Ses tendances humanistes le faisaient plutôt pencher en leur faveur, si bien qu'il fit venir à la cathédrale les prédicateurs Wolfgang Fabricius Köpfel Capiton et Caspar Hedio, qui tenaient des prêches humanistes et favorables à la Réforme, et qui étaient appréciés des fidèles.
Finalement, Albert prit parti contre la Réforme dont les idées minaient en réalité son autorité. En 1523, Hedio, comme Capito avant lui, durent quitter Mayence. Malgré la persistance de partisans protestants dans ses murs, la ville et la paroisse demeurèrent catholiques. Le chapitre ecclésiastique de Mayence élut ainsi en la personne de Sebastian von Heusenstamm un tenant du catholicisme comme nouveau prince-archevêque.

### La guerre des Princes (1552)
Déjà du temps d'Albert, les rivalités entre princes tenant du protestantisme ou du catholicisme suscitaient des tensions conflictuelles permanentes. Lors de la « guerre de Smalkalde » de 1546, le duc Maurice de Saxe, qui avec le roi de France Henri II combattait l'empereur Charles Quint, s'allia au margrave Albert Alcibiade de Brandebourg-Kulmbach. Après qu'Henri II eut repoussé les exigences invraisemblables de Maurice pour qu'on assure sa défense, Albert Alcibiade combattit seul aux côtés de la France. Il se trouva par là dans la nécessité de marauder par toute l'Allemagne avec des troupes vivant de rapines. Oppenheim, Worms et Spire ainsi que les monastères de Wurtzbourg et de Bamberg furent pillés. À l'annonce qu'Albert Alcibiade faisait marche vers Mayence, l'archevêque et le chapitre quittèrent la ville. Même la résidence du prince-archevêque d'Aschaffenbourg fut pillée et le château épiscopal incendié. Il ne restait plus à la ville ouverte de Mayence qu'à capituler devant Albert Alcibiade. Le margrave, devenu le « fléau de l'Allemagne », détruisit une partie de la ville et lui extorqua en outre 15 000 livres, ce dont la ville n'était pas près de se remettre. L'empereur n'étant manifestement plus en état de défendre la ville des exactions, l'archevêque Sebastian von Heusenstamm se résolut à demander la paix religieuse. Celle-ci fut conclue, sous le nom de paix religieuse d'Augsbourg, le 25 septembre 1555.
À la mort de Sebastian von Heusenstamm (1555) se posa pour la seconde fois la question de conscience, qui devait décider de l’orientation confessionnelle de l'évêché. Le chapitre trancha à une seule voix de majorité en faveur du catholique Daniel Brendel von Homburg. Ce dernier entreprit la reconquête religieuse de la ville et pour cela fit venir les jésuites à Mayence, qui jusqu'à l'ère des Lumières devaient régir l'université et dominer toute la vie intellectuelle et spirituelle. On se méfia désormais du protestantisme, et ce n'est qu'en 1802 qu'une première communauté évangélique (mis à part, de temps à autre, des communautés de garnisons) put s'implanter à Mayence.

## Mayence au temps de la guerre de Trente Ans

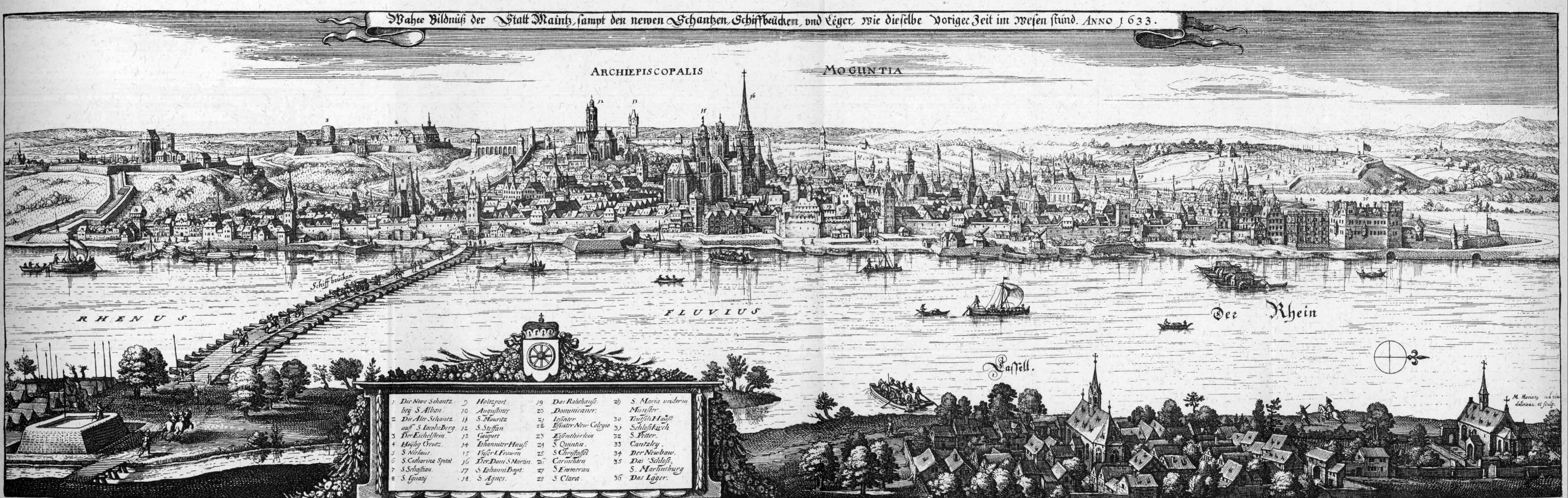
Vue de la ville de Mayence – extrait de la Topographia Hassiæ de Matthäus Merian, 1655.

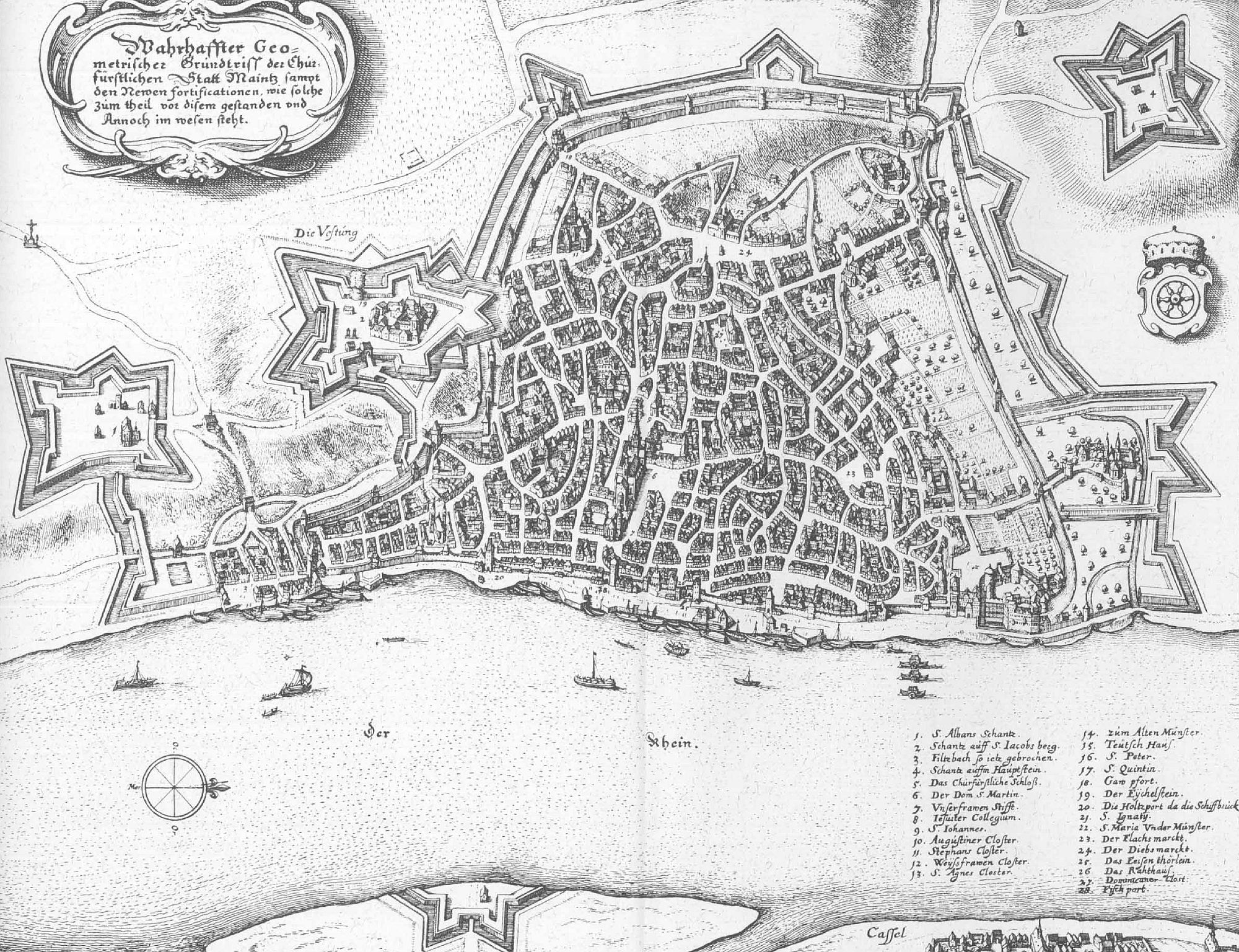
Plan de Mayence – extrait de la Topographia Hassiæ von Matthäus Merian, 1655.

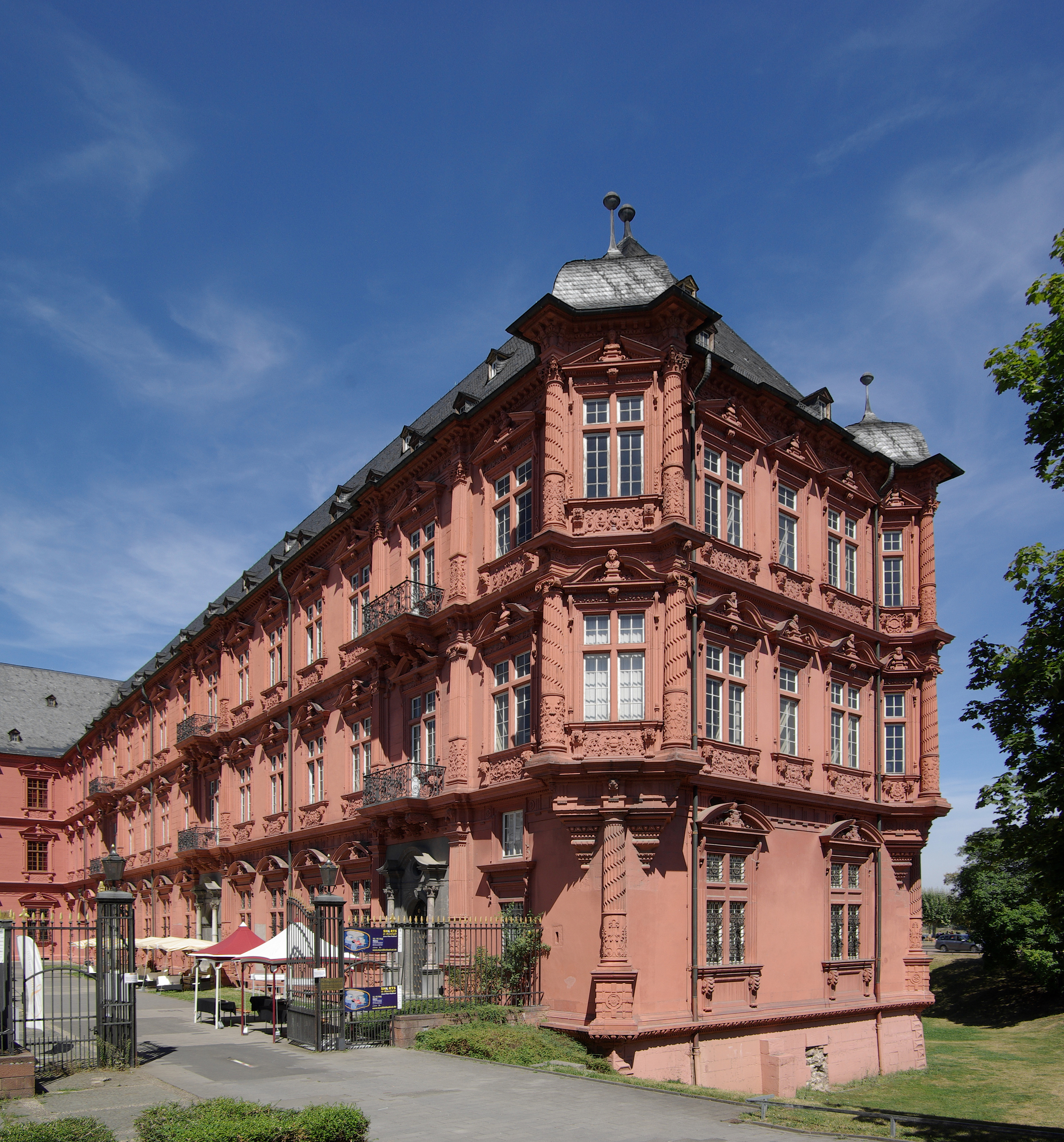
Côté sud du château du prince-archevêque.

La guerre de Trente Ans, qui faisait rage depuis 1618, épargna tout d'abord Mayence, si bien que la fièvre architecturale, qui depuis la fin du siècle précédent paraît la ville d'un nouvel éclat, se poursuivit. De cette époque datent notamment les nombreux palais princiers des membres du chapitre ecclésiastique et de l'électeur de Mayence. On édifia également les premières fortifications, en particulier sur le Jakobsberg. L'archevêque électeur Georges-Frédéric de Greiffenclau (1626-1629) entreprit aussi la construction du nouveau château, qui se poursuivit pendant les hostilités.
Mais si les citadins s'imaginaient que la guerre épargnerait la ville jusqu'au bout, la menace des armées du roi de Suède, qui avaient débarqué en Allemagne en 1630, les détrompa. Au début d'octobre 1631, le roi de Suède se rapprocha de plus en plus par la vallée du Rhin, incitant l'archevêque et le chapitre à s'exiler à Cologne. La résidence de l'archevêque, Aschaffenburg, était alors occupée par les troupes suédoises. Le 23 décembre 1631, après une « reddition honorable », les troupes suédoises défilèrent devant les autorités de la ville. La rançon que les bourgeois durent verser pour éviter le pillage et l'incendie ruinèrent les finances municipales. Dans ces circonstances, Gustave Adolphe put emmener en Suède bon nombre d'œuvres d'art de la bibliothèque de Mayence. Les nombreux retables peints par Grünewald pour la cathédrale de Mayence, et attestés par divers témoignages, ont quant à eux disparu au fond de la Baltique lorsque le navire suédois qui les emportait comme butin de guerre coula.
Comme les Suédois n'avaient pas assez de personnel administratif, ils laissèrent en poste les autorités municipales notamment le conseil de la ville, qui n'avait plus aucun pouvoir depuis la perte des libertés civiles. Les conseillers tentèrent, avec l'appui des occupants suédois, de se défaire de la tutelle de l'archevêché et de ses fonctionnaires, notamment du vice-archevêque. Il y eut même à nouveau un maire (Schultheiss) à la tête de la ville jusqu'au retour, en 1636, de l'archevêque Anselm Casimir Wambolt von Umstadt et de ses conseillers.
L'occupation suédoise permit également le rétablissement à Mayence de la foi réformée (luthéranisme) ; en fait Gustave Adolphe garantit la liberté de culte aux Mayençais, si bien que la ville resta catholique. À la mort de Gustave Adolphe en 1632, Mayence fut finalement pillée sur ordre du gouverneur-général du roi de Suède pour l'Allemagne, le chancelier Axel Oxenstierna. De là vint l'épidémie de peste.
La bataille de Nördlingen (1634) marqua la fin de l'invasion suédoise en Allemagne. Les troupes vaincues se replièrent vers la ville fortifiée de Mayence, où Gustave Adolphe avait d'ailleurs fait construire un bastion en étoile sur la rive droite du Rhin comme avant-poste. C'est de là que vient le nom de Gustavsburg, un quartier de la ville (jusqu'en 1945). Les troupes décimées et les défenseurs épuisés par la famine et la peste ne pouvaient tenir bien longtemps devant les troupes impériales. Le 17 décembre 1635, l'armée suédoise commença à évacuer Mayence, le dernier soldat partant le 9 janvier 1636. Elle laissait derrière elle une ville dépeuplée, appauvrie et détruite par la guerre et les épidémies. Pour passer l'hiver, les citadins n'eurent pas d'autre issue que de détruire plusieurs maisons pour se procurer du bois de chauffe.
Après le retrait de la suédoise en 1636 est venu la noblesse et l'électeur d'Anselm Casimir, et de nombreux citoyens qui avaient fui les suédois en 1631, revint à la pauvre ville, dépeuplée et endommagé. Ils ont commencé immédiatement pour rétablir les fortifications de fortune. Ce n'était pas assez pour survivre à une nouvelle attaque. Quand les troupes françaises avançaient sur la ville en 1644, l'électeur a fui à nouveau, cette fois définitif. Le chapitre de la cathédrale, où il a représenté agi le 17 septembre 1644, avec le commandant français Louis II de Bourbon-Condé dans une reddition pacifique. Le traité capitulation garantissait le maintien de l'autonomie administrative de l'archevêché.
Le Français a agi en tant que protecteur de Mayence et a stationné 500 soldats initialement sous Charles-Christophe de Mazancourt, qui devaient être alimentés par la population de Mayence. Deux ans seulement après la fin de la guerre, les Français ont de nouveau été chassés de Mayence.

## La peste à Mayence
La peste frappa la ville à plusieurs reprises au cours de son histoire. Il y eut des épidémies en 1348, 1482, 1553, 1564 et 1592, mais seule celle de 1348 fit de nombreuses victimes. Mais l'épisode de peste le plus grave fut encore celui de 1666, qui intervint à un moment où la ville se relevait de la guerre de Trente Ans. L'épidémie se répandit via Cologne suivant la route commerciale reliant la Hollande aux marchés de Francfort-sur-le-Main et Mayence. L'acmé de l'épidémie advint en juin 1666 : bien qu'on ne connaisse pas exactement le nombre des victimes, nous savons d'après le journal du prieur Volusius, qu'« environ 2 200 Mayençais moururent de la peste ». Avec les victimes de la guerre précédente, cela représente une dépopulation de plus de 20 %.

## Mayence après la guerre de Trente Ans

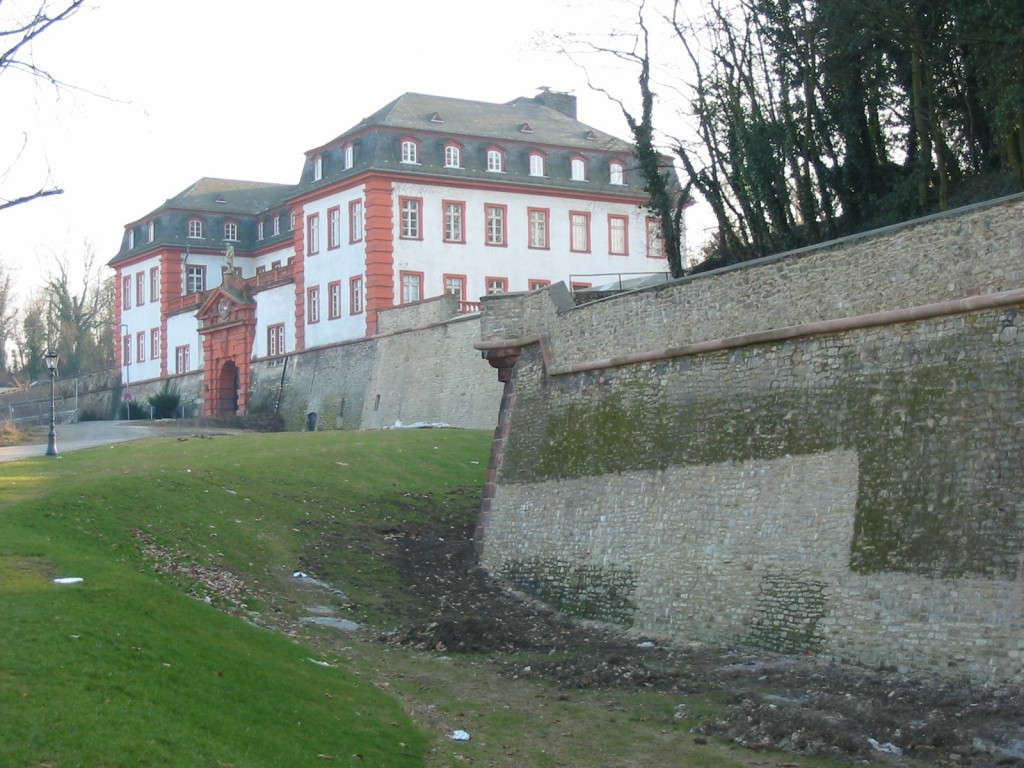
La citadelle de Mayence.

Vers la fin de la guerre de Trente Ans, le 19 novembre 1647, le prince-évêque de Wurtzbourg, Jean-Philippe de Schönborn, surnommé par la suite le « Salomon allemand » fut élu archevêque par le chapitre ecclésiastique. À ce titre, Schönborn représenta, avec son homologue de Cologne, la Ligue du Rhin le 14 août 1648, lors des négociations de paix des traités de Westphalie avec la Suède et la France. La famille Schönborn appartenait aux XVIIe et XVIIIe siècles aux familles aristocratiques les plus en vue d'Allemagne. Le renouveau politique et urbanistique, ainsi que la réconciliation inspirés par le règne de Jean-Philippe en tant qu'archevêque et prince-électeur prolongèrent leurs effets jusqu'à la Révolution française. Ce prince, qui devait régner jusqu'en 1673 fut le principal artisan du prompt relèvement des dégâts causés par la peste et les guerres. Il suscita un renouveau qui, il est vrai, ne permit pas le retour aux fastes du Moyen Âge. Pour résoudre le problème des frais de reconstruction, on rétablit les octrois qui avaient toujours été une ressource essentielle pour la cité. Les octrois permirent de taxer les marchands qui devaient stocker à Mayence leurs marchandises avant de rejoindre la foire de Francfort. Aussi Mayence connut-elle une relance économique, qui attira des migrants d'autres régions appauvries ou ravagées par la guerre, comme l'Italie. L'épidémie de peste de 1666 provoqua tout de même une baisse de la population vers la fin du XVIIe siècle.
Bien que la ville fût encore sous l'autorité de l'archevêque, les droits civils des bourgeois se renforcèrent durant cette période. Les échevins votèrent des lois qu'on retrouve aujourd'hui dans le code civil ou le droit administratif (surtout dans le code de l'urbanisme). La police et les plus importantes charges restaient en principe le domaine réservé des autorités princières, de même que la perception des impôts (le « Trésor public »), mais ces fonctions étaient largement exercées avec l'avis des bourgeois et ne dépendaient de la cour épiscopale que de manière formelle.
La construction des fortifications fut, elle aussi, entreprise sous le règne de Johann Philipp von Schönborn. Une fois construits la citadelle de Mayence et les avant-postes fortifiés (Cassel), qui offraient une première enceinte de remparts, le prince-électeur entreprit de réunir ces ouvrages par une muraille continue. Il créa en outre une milice municipale pour assurer la défense de la ville. La construction des fortifications se prolongea jusqu'au XVIIIe siècle et coûta une fortune. Simultanément, plusieurs édifices de style baroque furent érigés (l'hôtel du capitaine de la milice, les palais princiers).
À la mort de Schönborn le 12 février 1673, trois nouveaux archevêques régnèrent coup sur coup jusqu'en 1679. La brièveté de leurs règnes ne leur permit pas de laisser leur empreinte sur l'histoire de Mayence. De 1679 à 1695 régna Anselm Franz von Ingelheim, qui favorisa l'épanouissement de l'architecture et du courant baroque. Son règne fut assombri par le déclenchement de la guerre de la Ligue d'Augsbourg en 1689.

## La guerre de la Ligue d'Augsbourg

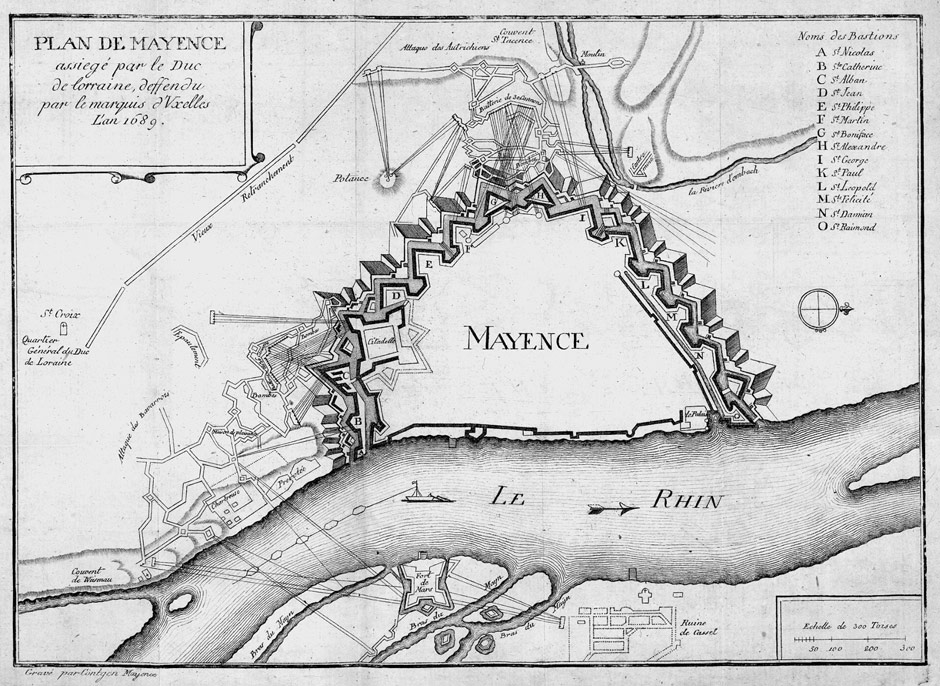
Siège de Mayence en l'année 1689. gravure, Paris, 1756.

À la mort du dernier électeur palatin Charles II du Palatinat sans héritier, en 1685, Louis XIV tira prétexte du mariage de son frère Philippe d'Orléans avec la sœur de l'électeur, pour revendiquer plusieurs territoires du Palatinat. Pour affirmer ses prétentions, le roi de France envahit en 1688 la rive gauche du Rhin de l'Alsace à Cologne et lança au général Mélac le fameux mot d'ordre « Brûlez le Palatinat ». Le général appliqua cet ordre à la lettre, transformant des villes comme Heidelberg, Worms et Spire en un monceau de ruines. Les troupes d'invasion se présentèrent devant Mayence sous Louis François de Boufflers en 1688. Malgré les fortifications toutes récentes de la ville, l'archevêque Anselme-François d'Ingelheim préféra capituler, puisqu'il ne pouvait opposer qu'une garnison de 800 miliciens aux 20 000 soldats français. C'est ainsi que Mayence tomba pour la première fois aux mains des Français.
Les armées de secours du Saint-Empire commandées par le duc Charles V de Lorraine n'atteignirent la ville que le 16 juin 1689. Aux côtés de Nicolas Chalon du Blé, Jacques Henri de Durfort défendit vaillamment la forteresse de Mayence. La ville fut libérée après trois mois de siège et de bombardement le 8 septembre 1689. Elle devait encore souffrir de la campagne de dévastation des villes du Palatinat ordonnée par Louvois pendant la retraite des troupes françaises.

## L'âge baroque
Lothar Franz von Schönborn, neveu de l'électeur Jean Philippe, prit la succession d'Anselme-François d'Ingelheim et régna pendant plus de trente ans jusqu'en 1729. L'un des plus grands constructeurs de l'histoire de Mayence, il modifia en profondeur l'urbanisme et, outre l'érection d'un nombre considérable d'édifices de style baroque, mit un terme à la crise du logement qui accompagnait l'accroissement rapide la population. En effet, les logements devaient jusqu'alors être construits intra muros, ce qui posait de sérieux problèmes de planification.

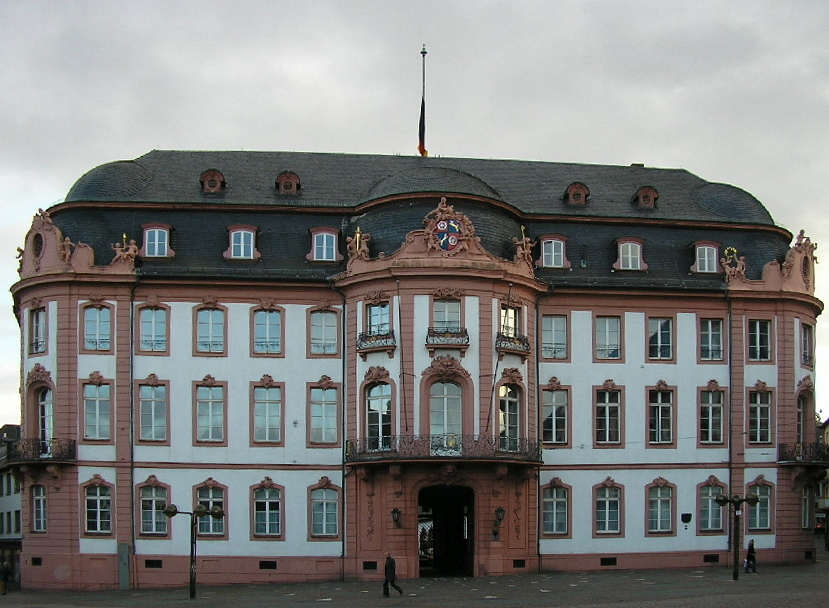
Le palais Ostein sur la Schillerplatz. Le règlement du carnaval est lu depuis le balcon à chaque 11 novembre.

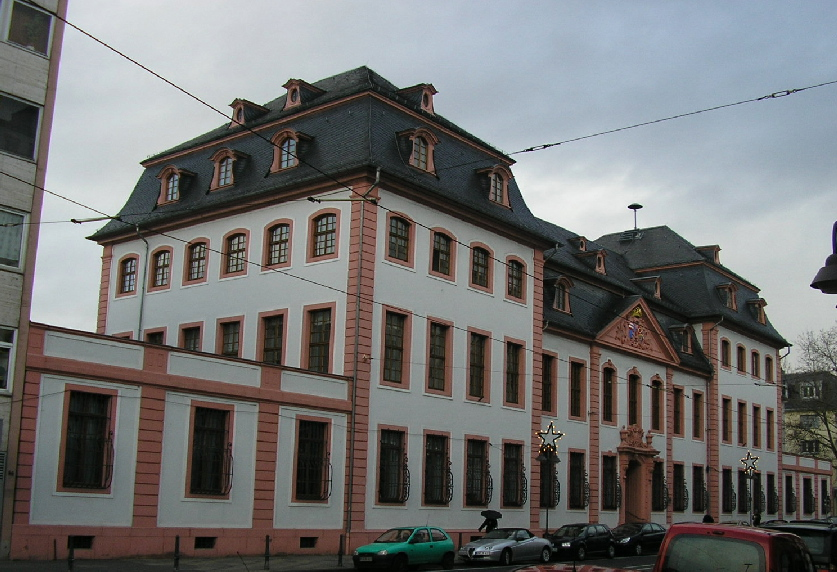
L'hôtel particulier de l'évêque d'Erthal, aujourd'hui siège du ministère du Souvenir.

On édifia en 1721 l'hospice Rochus, en vue d'interner les malades et les nécessiteux. Ces institutions de charité émanaient de l'État-providence institué par le despotisme éclairé typique des Lumières, le prince se préoccupant du bien-être de ses sujets par application d'une « police » (c'est-à-dire, étymologiquement, une politique : notion d'État paternel).
Parmi les édifices baroques les plus représentatifs, citons : la « Favorité » (construite en 1720/détruite en 1793), l'hôtel Dalberg (1715), la citadelle de Mayence (1696), l'enceinte du château Königstein (1710) et l'hôtel d'Eltz (1732).
Sous le règne des successeurs de Lothar Franz furent édifiés la commanderie de l'ordre Teutonique (1730), aujourd'hui siège du parlement régional), l'hôtel de Stadion (1728), l'hôtel particulier de l'archevêque Philipp Christoph d'Erthal (1735), le nouvel arsenal (1738, aujourd'hui chancellerie d'État), l'hôtel Bentzel (1741), le palais Ostein (1749) et le palais Bassenheim (1756, aujourd'hui ministère de l'Intérieur). En outre, c'est sous les règnes des derniers électeurs de l'archevêché que le château des électeurs, commencé avant la guerre de Trente Ans, fut terminé et prit son aspect actuel. De tous ces édifices, il ne subsiste aujourd'hui le plus souvent que la façade, à cause des dommages de la Seconde Guerre mondiale.
La fièvre constructive se déchaîna particulièrement pour la construction de la cathédrale, liée à l'accueil des jésuites à Mayence. Ainsi s'élevèrent le noviciat des Jésuites  en 1729, le couvent des Clarisses (1725), le cloître des Augustins (1737), la commanderie johannique (1740), la cathédrale elle-même, d'après les plans de Balthasar Neumann (terminée en 1745, détruite en 1793), l'église Saint-Pierre (1750) ainsi que l'église Saint-Ignace (1763).
L'architecte et maître d'œuvre le plus important de cette période est le directeur de la construction et spécialiste des fortifications Maximilian von Welsch, qui avoisine Anselm Franz Freiherr von Ritter zu Groenesteyn, le directeur général des constructions du prince-électeur de Mayence.
Musique et théâtre jouèrent aussi un rôle important à l'âge baroque. Les familles aristocratiques soutenaient la construction de théâtres et de salles de concert, et Mayence avait grand besoin de musiciens et d'acteurs. Wolfgang Amadeus Mozart, que l'on compte au nombre des musiciens déjà classiques visita lui-même trois fois la ville jusqu'en 1790. La création de l'ensemble musical B. Schott et fils en 1770 et l'établissement du facteur d'instruments de musique Franz Ambros Alexander, dont l'atelier (« Gebr. Alexander ») demeure à Mayence depuis six générations, furent des événements d'importance pour le rayonnement de la ville.

## Les Lumières

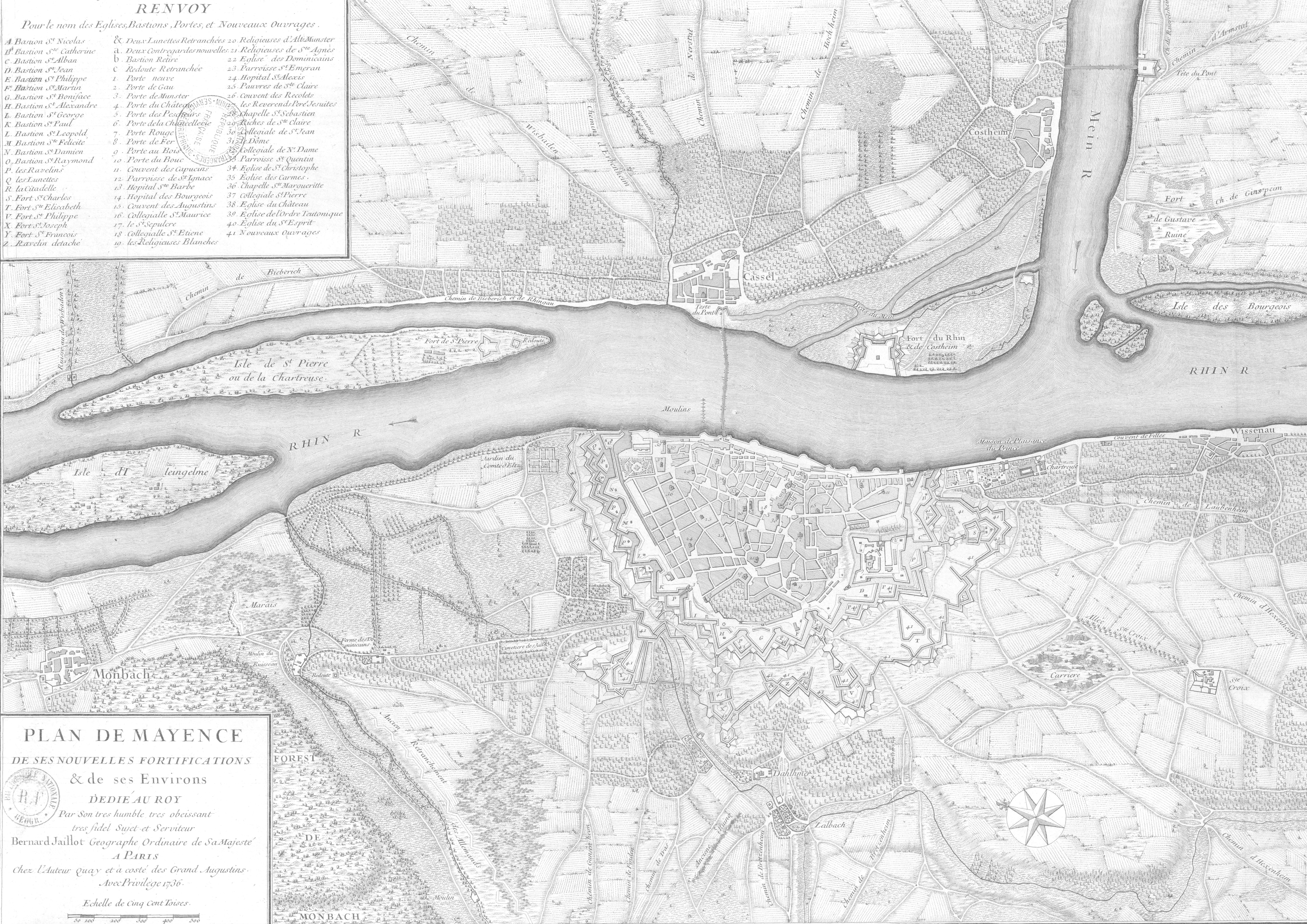
Plan de Mayence de ses nouvelles fortifications et de ses environs – 1736.

L'aristocratique Mayence, imprégnée par des siècles de cléricalisme et de privilèges nobiliaires, ne fut touchée par le courant d'idées des Lumières que sous le règne de l'électeur Jean-Frédéric-Charles d'Ostein. Son conseiller privé, le comte Friedrich von Stadion comptait à Mayence au nombre des esprits les plus avancés du XVIIIe siècle. Il modernisa des structures politiques et économiques vieilles et sclérosées et combattit les superstitions populaires prévalentes depuis les tribulations de la guerre de Trente Ans. Le commerce s'amplifia grâce à la modernisation de l'infrastructure et fut vivifié par des foires commerciales.
Les idées des Lumières reçurent leur impulsion définitive sous le règne du prince-archevêque Emeric-Joseph de Breidbach de Burrisheim (1763-1774), lequel entreprit, au sein des institutions en place, de « tirer les hommes de leur minorité résignée », dans la mesure où il sentait qu'il devrait s'appuyer sur des citoyens éclairés pour affronter les défis de la modernité. Cela passait avant tout par la généralisation de l'enseignement scolaire, condition de toute société éclairée. Dans un esprit conforme à la conception moderne du travail, l'électeur supprima en outre par décret 18 jours chômés le 23 décembre 1769, ou les fit coïncider avec un dimanche. Jusqu'alors, sur un calendrier religieux comptant 50 jours ouvrés affectés par les fêtes du Rhin et les fêtes solennelles, on dénombrait encore 150(!) jours chômés.
L'élection de Frédéric-Charles Joseph d'Erthal en 1774 fit craindre dans un premier temps qu'elle marquerait la fin de l'ouverture au progrès des Lumières. Mais le nouvel archevêque apporta au contraire aux changements en cours l'influence des philosophes français ainsi que la volonté de lutter pour la tolérance, y compris religieuse. C'est ainsi que sa « loi de judaïté » mit un terme au système médiéval des ghettos. En outre il édicta les consignes d'hygiène et paracheva l'Assistance publique aux démunis.
Mais ces réformes ne pouvaient empêcher que l'« Ancien Régime », le vieux principe des électorats soit condamné à disparaître dans les remous de la modernité. Toutes les tentatives de réformer les institutions dans l'esprit des Lumières étaient fondamentalement condamnées à l'échec, dans la mesure où les idées même des Lumières s'opposaient à ces institutions.

## Influence de la Révolution française
La Révolution française de 1789 trouva dans le prince archevêque Frédéric-Charles Joseph d'Erthal un adversaire décidé, qui accueillit à bras ouverts tous les nobles français fuyant l’agitation populaire. Mayence fut d’abord l’épicentre de la contre-révolution en Europe, au point que le roi de France Louis XVI tenta de s’enfuir pour rejoindre les émigrés de Mayence. L’échec de cette fuite de Varennes entraîna l’arrestation et l’inculpation du roi. En outre, les Émigrés se firent rapidement détester de la population, si bien que le mouvement révolutionnaire commença à trouver des partisans à Mayence même. Après que la France eut déclaré la guerre à l’archiduc d’Autriche François II le 20 avril 1792, la diète des électeurs s’assembla en juillet 1792 au château la Favorite de Mayence, pour se promettre de défaire les révolutionnaires français et, au cas où ils porteraient la main sur la famille royale, alors emprisonnée, d’infliger aux Français un châtiment exemplaire. Le 4 août 1792, d’Erthal s’était joint à la coalition austro-prussienne au grand mécontentement des bourgeois de Mayence. Or, non seulement la tentative d’invasion de la France par les armées de la coalition échoua le 20 septembre à la bataille de Valmy, mais les armées révolutionnaires, passant à la contre-offensive, franchirent le Rhin : leur premier objectif était Mayence…

### Larépublique de Mayence

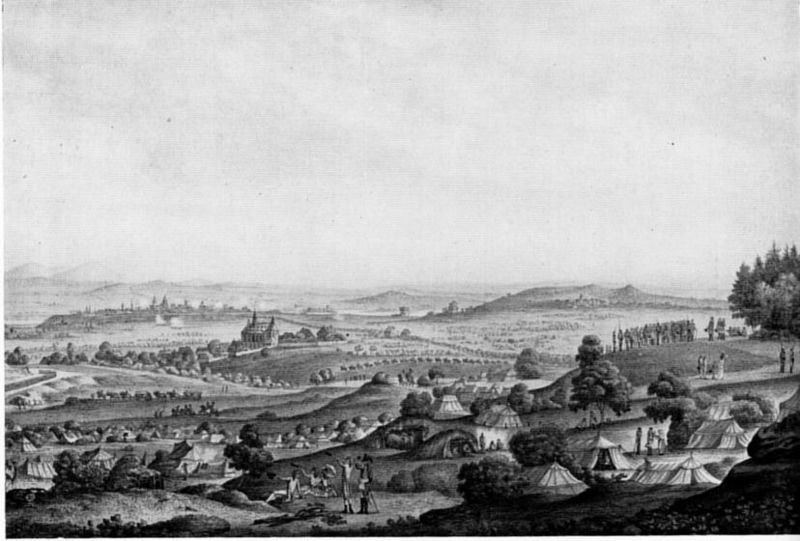
Les troupes du général Custine encerclent la ville.

Les 29 et 30 septembre 1792 les armées révolutionnaires commandées par le général Custine s’emparèrent de Spire. Comme les Français ne pouvaient tenir cette position bien longtemps, ils se replièrent quatre jours plus tard sur Worms. À Mayence, ce fut la panique : l’électeur, les évêques du chapitre, les aristocrates et leurs domestiques quittèrent précipitamment la ville. Selon les estimations, entre le quart et le tiers des 25 000 habitants s’enfuirent. Le reste de la population se déclara pourtant prête à défendre les fortifications endommagées entretemps. Il se trouva ainsi 5 000 volontaires pour défendre la ville, ce qui ne représentait toutefois qu’un tiers de ce qu’il aurait fallu pour couvrir les gigantesques enceintes.
Les troupes françaises commencèrent l’encerclement et le siège de Mayence le 18 octobre 1792. Le bruit courait dans la ville qu’environ 13 000 assiégeants avaient pris position, ce qui terrifia le conseil de guerre présidé par le comte Gymnich. Il décida le 20 octobre de capituler sans combattre. Le 21 octobre les Français entrèrent dans la cité résidentielle des plus grands princes-électeurs d’Allemagne, et dans une ville qui possédait les fortifications les plus étendues. Ce jour fit date dans les relations ultérieures entre la France et le Saint-Empire. 20 000 soldats occupèrent la ville, un effectif supérieur à la population. Les occupants tentèrent de convertir les habitants aux bienfaits de la Révolution. Ce n’étaient pourtant pas les idées révolutionnaires, mais les problèmes quotidiens posés par le ravitaillement de forces d’occupation si considérables, qui gênaient la population. Beaucoup de bourgeois regardaient les Français, non comme des envahisseurs, mais comme des libérateurs. En outre, le général Custine donna toutes sortes d’instructions en vue de la protection de l’université et des locaux de l’archiépiscopat.
Custine prit lui-même ses quartiers dans la résidence de l’Archevêque, le château du Prince-Électeur, où il proclama le 23 octobre 1792 la création de la « Société des amis de la Liberté et de l’Égalité » (le premier Club des jacobins d’Allemagne). Ce club fut le premier parti démocratique d’Allemagne : vingt adhérents se fédérèrent autour du serment « Vivre libre ou mourir ! » Le club inscrivit dans ses statuts la propagation des Droits de l'homme dans tout l’empire par une révolution pacifique. Par la suite, 492 membres la rejoignirent, dont 450 Mayençais. Cela représente une proportion élevée si l’on considère que, des 25 000 habitants d’avant le siège, il n’y avait plus alors que 7 000 résidents allemands, et que seuls étaient admis à l’adhésion les hommes de plus de 18 ans, et même plus tard de plus de 24 ans.
Comme l’armée d’occupation de Custine s’en tenait strictement à l’application des principes révolutionnaires, notamment dans l’application du droit à l’autodétermination, elle proposa à la population de choisir si elle souhaitait, ou non, le retour au « joug » de l’Ancien Régime. Il y eut alors par toute la république de Mayence un intense échange d’arguments entre partisans et opposants de l’État princier, mais il n’y eut pas à proprement parler de fossé entre les opinions des deux camps, car par exemple certains tenants de l’ancien système pouvaient à présent espérer une « principauté constitutionnelle ». Les opposants de la république se recrutaient principalement dans les corporations. La durée de l’occupation de la ville suscita graduellement chez les Mayençais le report puis le rejet de l’application des idées révolutionnaires. Cela tenait aussi au fait qu’à partir de décembre 1792, les armées autrichiennes se rapprochaient chaque jour un peu plus de Mayence : les bourgeois comptaient avec un possible changement de régime et cherchaient, par leurs manœuvres dilatoires et leur opposition, à se ménager toutes les portes de sorties.
Vers la fin de 1792, Custine modifia sa politique, et imposa des élections dont le scrutin devait se tenir en 1793. Seuls étaient admis à voter tous ceux qui auraient auparavant prêté serment au nom de la Souveraineté du Peuple, la Liberté et l’Égalité. Cette exigence déplut aux habitants, et il fallut, pour combattre le mécontentement des bourgeois, brandir la menace des canons de la citadelle. Ainsi, le scrutin du 24 février 1793, qui aurait dû être le jour de gloire de la démocratie, fut pour l’essentiel une répression contre l’agitation des citadins, si bien que finalement 8 % des citoyens participèrent au vote. Le premier maire élu fut Franz Konrad Macké. Le vote élut aussi un député à la Convention de la République rhénane, un parlement instauré par le gouvernement français pour représenter les territoires occupés de la rive droite du Rhin. Après le vote, la bourgeoisie fut partagée. Pour protéger la municipalité tenue majoritairement par le parti jacobin, les forces d’occupation condamnèrent les meneurs de l’opposition à l’exil en Rhénanie. De telles mesures affaiblirent l’adhésion à la République. Les nouvelles institutions, la Municipalité pour la ville, et la Convention nationale de Rhénanie (le premier parlement moderne d’Allemagne) pour la région, s’adonnèrent à la tâche dans un contexte de répression. Le 17 mars 1793, une Convention nationale des Teutons libres se constitua en assemblée délibérative. Elle vota le 18 mars un décret proclamant la république de Rhénanie allemande. Cette nouvelle république, incapable de se défendre seule, revendiqua la réunion avec la France. Quoique cette demande fût acceptée par Paris, elle ne parvint jamais à Mayence, qui avait entre-temps été reprise par les forces impériales. L’occupation avait déjà mis un coup d’arrêt à la brève expérience républicaine, car le pouvoir était à présent détenu, non par les autorités élues, mais par le gouverneur militaire.
Même si elle fut à la fois illégale et informelle, cette éphémère « république de Mayence » demeure le premier exemple de démocratie en terre allemande.

## Décadence de l'électorat de Mayence
La « libération » de la ville en 1793 ne mit certainement pas un terme aux démêlés de Mayence avec les campagnes révolutionnaires. Les républicains français n'eurent de cesse qu'ils reprennent contrôle de cette ville stratégiquement importante. Celle-ci était à présent forte d'une garnison de 19 000 Prussiens, mais le régime était pratiquement semblable à une occupation, les incidents et les plaintes entre citadins et les militaires allant se multipliant. À la vérité, les habitants aspiraient au retour du bien-être d'avant 1792 : mais leur vœu d'un retour au régime de ville princière ne se réalisa pas ; l'archevêque d'Erthal ne se déplaçait plus qu'occasionnellement à Mayence et préférait désormais gouverner depuis Aschaffenbourg.

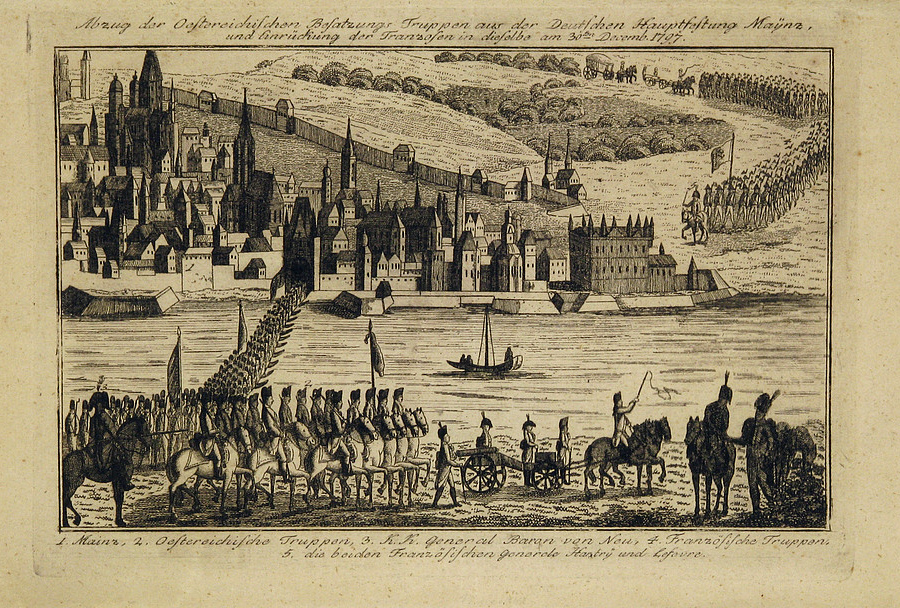
Les Impériaux quittent la ville le 30 décembre 1797

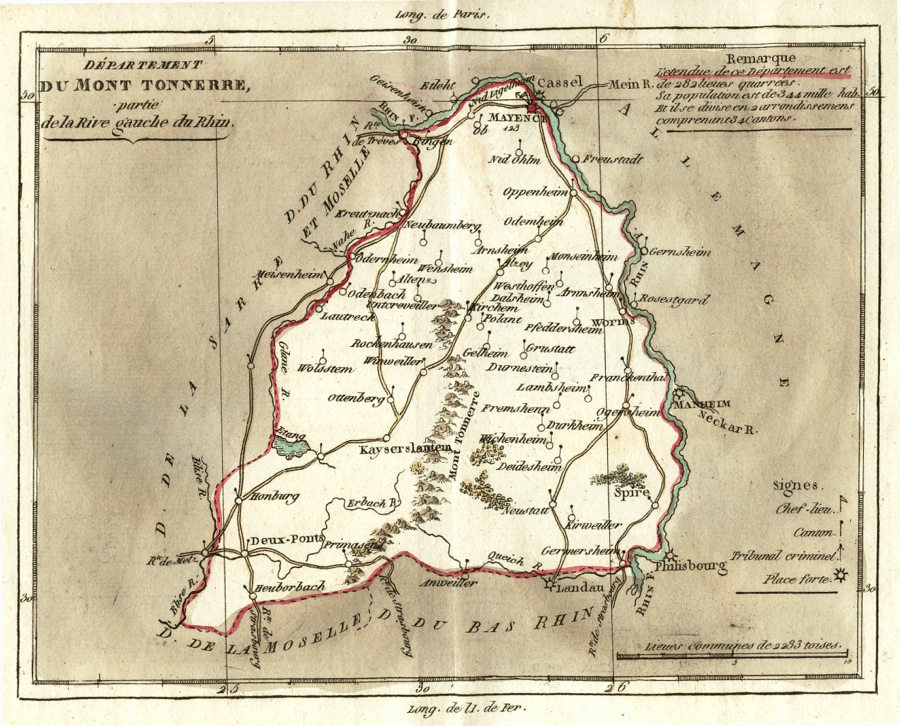
Une carte d'époque du département du Mont-Tonnerre.

Jusqu'en 1796, la fortune des armes oscilla souvent entre les Révolutionnaires et les coalisés de sorte que les Mayençais ne voyaient plus très clairement qui était véritablement le maître des territoires de la rive gauche du Rhin. Plus d'une fois les Français atteignirent Mayence, et défilèrent même dans la ville, jusqu'à ce que leurs adversaires reviennent occuper la place. Pourtant, à la fin de 1797, il devint clair que les coalisés n'avaient plus beaucoup de forces à opposer aux Français. Les troupes révolutionnaires menées par un jeune général du nom de Napoléon Bonaparte allaient de succès en succès.
Les Impériaux (les Prussiens, en effet, avaient quitté la ville depuis 1794) décidèrent finalement de décrocher de la rive gauche. On fit miroiter aux Mayençais que leur ville serait épargnée, ce que les bourgeois et même l'archevêque crurent. Le 17 octobre 1797, le traité de Campo-Formio mit un terme aux hostilités entre Autrichiens et républicains français. Ainsi, la promesse des autorités viennoises ne valait plus rien : les troupes autrichiennes évacuèrent la ville au mois de décembre et le 30 du même mois, « Mayence » redevint française pour la quatrième fois ! Ainsi se terminait le millénaire de la ville princière. Les territoires de la rive gauche du Rhin furent annexés à la France, et Mayence instituée chef-lieu du nouveau département du Mont-Tonnerre, avec à sa tête le préfet Jean-Baptiste-Moïse Jollivet, puis André Jeanbon Saint-André.
Les Français voulaient faire de Mayence une ville à jamais française ; aussi amenèrent-ils dans cette ville leur culture et leur langue, dont il subsiste encore aujourd'hui des traces dans le Mainzer Dialekt. Ils rétablirent leurs institutions (dont ils avaient posé les bases en 1793) et leurs tribunaux. C'est l'un de ces tribunaux républicains qui eut à juger en 1803 un certain Johann Bückler, chanté plus tard par les romantiques sous le nom de Schinderhannes.
La perte définitive du rôle de ville princière eut pour conséquence le départ des derniers aristocrates, qui fit de plus en plus de Mayence une cité bourgeoise. La consommation ostentatoire des aristocrates, qui avait soutenu depuis toujours le commerce, appartenait au passé. Il s'ensuivit d'abord une période de chômage et de misère, mais les nouvelles institutions libéralisèrent le système de production et d'échange en mettant un terme à l'autorité des corporations médiévales. Si les marchands surent profiter rapidement du libéralisme, les impôts et les contraintes imposées par les blocus successifs leur posèrent de nouvelles difficultés, si bien que, malgré sa liberté, la ville ne put se redéployer économiquement. À cela s'ajoute que, de par sa fonction de place forte, Mayence, ceinturée de murailles, ne pouvait s'étendre sur ses faubourgs. Tout cela fit que les Mayençais, que la République n'avait jamais beaucoup inspirés, en vinrent à souhaiter le retour à l'Ancien Régime.
D'autre part, les dissensions entre l'Église et la République avaient atteint leur paroxysme : l'archevêque d'Erthal n'avait plus l'autorisation de prêcher dans les paroisses du département du Mont-Tonnerre, les Français interdisant même à des dignitaires de rang supérieur l'accès à leur territoire. D'ailleurs les républicains considéraient le culte catholique traditionnel comme caduc. Ce n'est qu'avec moult arguments que, par exemple, il fallut s'opposer à la destruction de la cathédrale de Mayence. Le coup d'État de Bonaparte le 18 brumaire an VIII améliora la situation : pour rétablir la paix civile et mettre un terme à la guerre de Vendée, le nouveau Premier consul signa avec le Pape le concordat de 1801. Ce pacte permettait à Bonaparte de redistribuer les nominations à la tête des évêchés, y compris en Rhénanie. Il divisa le territoire français en 10 archevêchés et 50 évêchés. Dans cette réorganisation, Mayence fut ramené à un simple évêché regroupant les anciens diocèses de Worms, Spire et Metz, et dépendant de l'archevêché de Malines. Pour le culte protestant de la confession d'Augsbourg, trois consistoires généraux sont créés à Strasbourg, l'autre à Cologne et le troisième à Mayence, pour ceux des départements de la Sarre et du Mont-Tonnerre,.
L'archevêque d'Erthal essaya du moins de préserver ce qui restait de son archevêché en redessinant les limites de son diocèse ; en vain : à l'hiver 1801-1802 advint sur tous les territoires allemands de la rive gauche du Rhin ce qui était advenu en France à la révolution : on proclama une constitution civile du clergé, et les églises furent profanées.
Depuis 1802 siégeait à Ratisbonne une chambre extraordinaire convoquée par l'empereur François II et la Diète d'Empire, chargée d'indemniser les électeurs privés de leurs biens par l'abandon de la rive gauche du Rhin. Le successeur de d'Erthal, Charles-Théodore de Dalberg, assista le 25 février 1803 au « recès d'Empire », consacrant la dissolution définitive de l'électorat et de l'archevêché de Mayence, qui remontait à 782, avec toutes ses possessions et tous ses titres. Sous la pression de Napoléon, le Saint-Empire romain germanique lui-même fut dissous en 1806.

## Mayence sous le Premier Empire
Après le coup d'État du 18 Brumaire, Bonaparte s'était imposé comme l'homme le plus influent de la jeune république, à laquelle Mayence était elle-même rattachée depuis. Non seulement il ordonna la reconstruction des forts (jusqu'à Cassel sur la rive droite du Rhin), mais aussi l'érection d'une digue le long du fleuve. Il inspecta la ville à plusieurs reprises. Il bouleversa autoritairement l'architecture urbaine, ordonnant notamment que l'on rase, à l'intérieur du château des Princes-Électeurs, le donjon du Martinsburg de Diether von Isenburg, qui plus que jamais se dressait comme un anachronisme au milieu des corps de bâtiment. Il fit percer plusieurs rues vers le Prunkboulevard, telle que la Grosse Bleiche, une des trois clairières (« Bleichen ») qu'on avait tracées dès le Moyen Âge pour ravaler les masures à l'intérieur des fortifications d'alors. Napoléon fit prolonger ces rues jusqu'aux berges du Rhin, ce qui sonna le glas, si l'on peut dire, de l'église St. Gangolph (dont la cathèdre se trouve aujourd'hui dans la cathédrale de Mayence).
En 1802, le Consulat décide la création du lycée de Mayence, un des sept lycées de première génération avec les lycées de Bordeaux, Marseille, Lyon, Moulins, Bruxelles et Douai.
Bonaparte, couronné empereur des Français en 1804 sous le nom de Napoléon, ne voulait pas seulement faire de cette ville une place forte, mais une vitrine de son empire. Il fallait pour cela remanier en profondeur les quartiers laissés en ruine depuis le bombardement de 1793, ce qui ne se fit pas du jour au lendemain. Culturellement, la ville n'avait plus grand chose à voir avec l'ancienne résidence des princes-archevêques. Cette perte d'influence se traduisit par un provincialisme croissant, qui se prolongea durant tout le XIXe siècle. Ainsi, la perte de l'université fut irréparable, et la presse locale ainsi que la vie musicale étaient désormais au plus bas. Dès 1807-1808, le ministre de l’Intérieur ordonne la mise en place l’école départementales d’accouchement à Mayence.L’école des sages-femmes, Chapitre 3. De l’institution à la loi : naissance de la sage-femme française

### L'occupation française
L'occupation française se traduisit avant tout par la présence permanente d'une garnison de 10 000 à 12 000 soldats, chiffre qu'il faut rapporter aux 20 000 habitants d'alors. Tous les aspects de la vie étaient subordonnés aux besoins de l'armée.

### La campagne d'Allemagne (1813-1814)

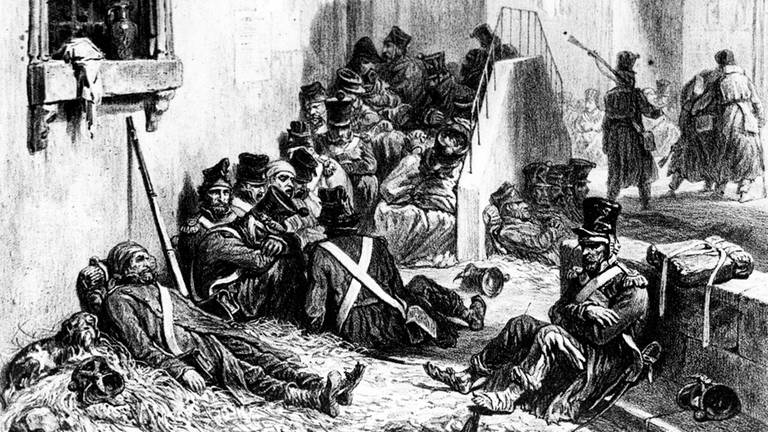
Les soldats français décimés par le typhus à Mayence (automne 1813).

Le soulèvement de Leipzig au mois d'octobre 1813 marqua la fin de l'autorité de Napoléon en Allemagne. Vaincues, les troupes françaises se replièrent à Mayence sur le Rhin, où elles pouvaient se reposer en vue de la poursuite des opérations. Mais pour la population, ce fut une catastrophe car l'armée amenait avec elle une épidémie de typhus. L'épidémie fit jusqu'au printemps 1814 environ 17 000 victimes parmi les soldats et 2 400 dans la population (soit près de 10 % des habitants) dont le préfet André Jeanbon Saint-André. Mayence fut à nouveau encerclée et assiégée par les armées de la coalition russo-prussienne. Malgré la disette, les Français tinrent la ville encore presque six mois jusqu'à la signature du traité de Paris : ils évacuèrent alors Mayence (4 mai 1814) : c'était la fin de 16 années de présence française ininterrompue en Rhénanie. On en voit encore les traces dans les cimetières, le parler et le folklore local. Mais surtout, la cité aristocratique n'était plus qu'une grande ville bourgeoise, la perte de la fonction de siège électoral n'étant guère compensée par la fonction administrative que les Français avaient entendu attribuer à Mayence. La ville fut reléguée au rang de métropole régionale, une déchéance dont elle ne se releva qu'à l'issue de la Seconde Guerre mondiale, d'ailleurs une fois encore à l'initiative des Français, dont le secteur d'occupation comprenait la Rhénanie.

## Place forte de la Confédération germanique

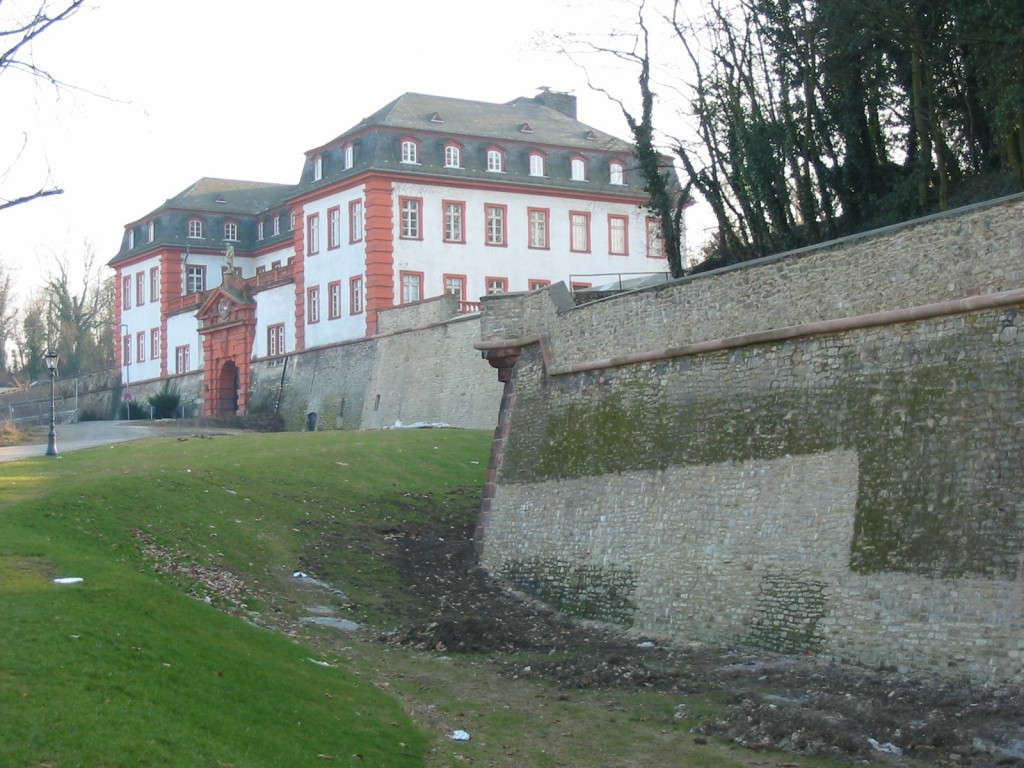
La citadelle vue de la butte Saint-Jacques : la muraille et de l'hôtel du gouverneur militaire.

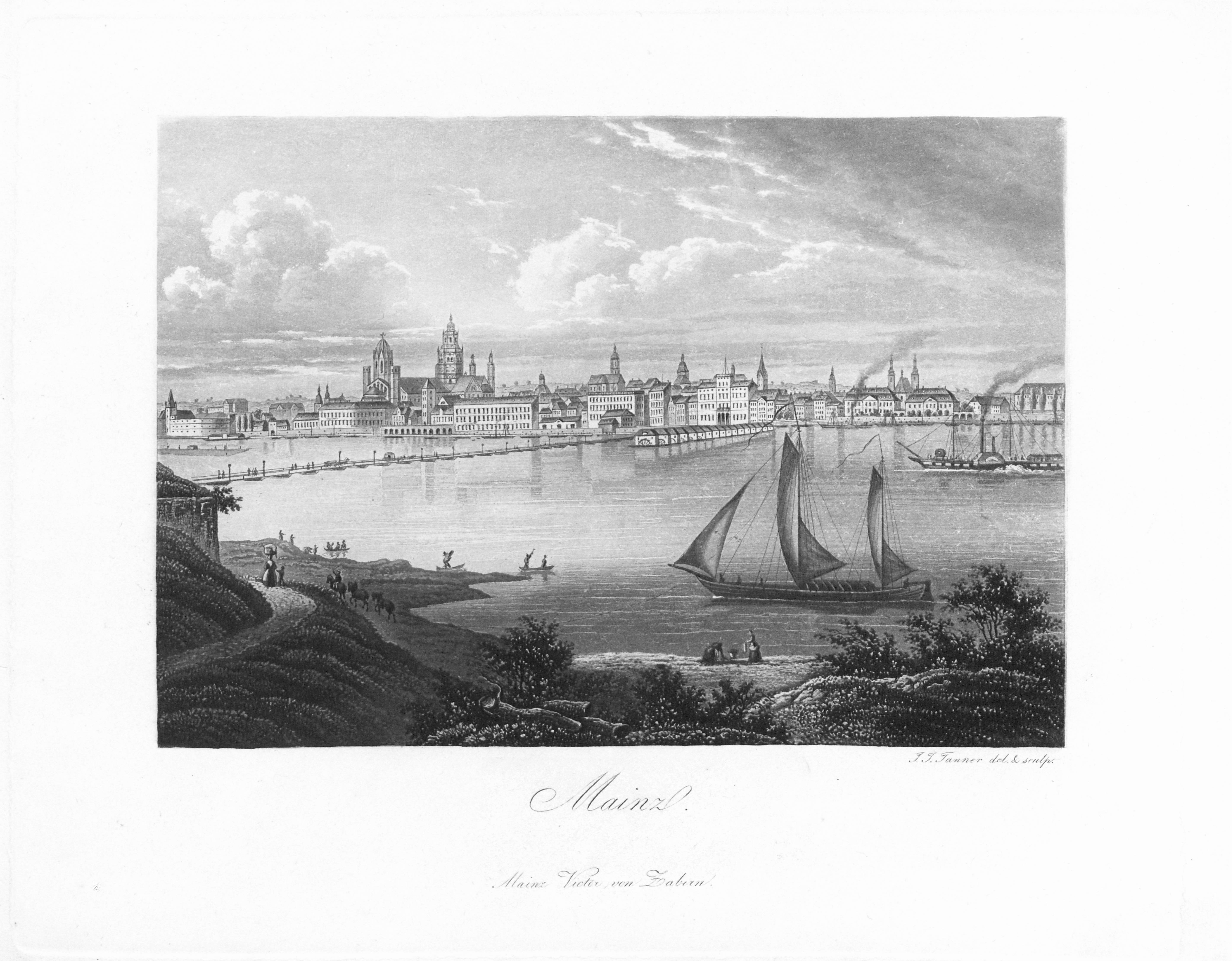
Moulins flottants à Mayence, 1840.

La fin des guerres napoléoniennes et de la présence française en Allemagne ne marqua nullement le début de l'État allemand. Ce fut tout d'abord une structure politique assez lâche, la Confédération germanique qui fut mise en place. Mayence fut derechef occupée (cette fois par des troupes allemandes). Cette occupation ne fut guère moins accablante que les précédentes, parce qu'on soupçonnait les citadins d'avoir collaboré avec les Français. De 1814 à 1816 Mayence resta provisoirement administrée par une émanation du défunt département du Mont-Tonnerre, le gouvernement général du Rhin moyen comprenant le Rhin et la Sarre. Comme les autorités prussiennes et autrichiennes ne pouvaient s'entendre sur un partage des territoires de la rive gauche du Rhin, elles se résolurent à gouverner de concert le pays à partir de la place forte de Mayence. Ainsi, le statut politique de la Rhénanie demeura ambigu pendant de longues années.

### Ville de Hesse
La Prusse, l'Autriche et le Grand-duché de Hesse signèrent le 30 juin 1816 un traité visant à dessiner les frontières du grand-duché même. On attribua notamment à ce nouvel État la ville de Mayence, et également ses faubourgs de la rive droite comme Cassel et Kostheim. Une commission hessoise réunie à Mayence, qui s'était autoproclamée depuis 1818 « gouvernement régional », avait posé à l'avance les bases de ce traité. C'est un neveu de l'auteur d'aphorismes Georg Christoph Lichtenberg, le baron Ludwig von Lichtenberg, qui fut le premier président de cette assemblée.
Le quotidien à Mayence devait être réglé pour encore un siècle par la vie de garnison. Les autorités civiles étaient subordonnées aux autorités militaires par un « règlement militaire » ce qui eut pour conséquence que la police était en grande partie assurée par l'armée. La Prusse et l'Autriche renforcèrent cette situation : la rivalité de ces deux puissances se traduisait par une ligne de démarcation, la Ludwigsstraße, entre deux armées et deux polices qui se partageaient territorialement Mayence.
La vie parlementaire reprit en 1820 : le grand-duc accorda une constitution, qui instituait un parlement à deux chambres élues au suffrage censitaire. Ce parlement vota lui-même en 1820 une loi constitutionnelle qui, avec de multiples amendements, dura jusqu'en 1918.
La période hessoise vit la cité changer de visage : les maisons endommagées ou insalubres furent frappées d'alignement, le corps de garde prussien se dressa à l'emplacement du transept de l'église Sainte-Marie aux Marches détruite en 1793 et l'architecte officiel Georg Moller coiffa la cathédrale de sa coupole en fer caractéristique (supprimée par la suite) et, pour le compte de la ville, construisit le nouveau théâtre sur la Gutenbergplatz. À partir des années 1840, pour accompagner l'engouement pour les croisières sur le Rhin à bord des nouveaux bateaux à vapeur, les hôtels prestigieux de la Rheinstrasse ouvrirent leurs portes, modifiant la silhouette de la ville. Pour dégager la vue sur la cathédrale depuis le Rhin, on abattit en 1847 la vieille « porte au poisson » (Fischtor) de style gothique.
La question sociale imprégna aussi peu à peu l'ambiance urbaine à partir des années 1830. Les mauvaises récoltes occasionnelles et les disettes accrurent la tension entre les pouvoirs publics et la population, sans pourtant dégénérer en un conflit ouvert (il faut dire que la ville abritait en permanence 8 000 soldats !).

### Les soulèvements de 1848
La révolution de 1848 toucha également Mayence : les citadins, poussés par les idéaux démocratiques, exigèrent des autorités hessoises des institutions libérales comme la liberté de la presse, l'obligation pour les militaires de prêter serment sur la Constitution, la liberté de religion ainsi que la création d'un parlement élu. Les bourgeois avaient en outre exigé peu auparavant le rétablissement des lois de police qui avaient été convenues. Heinrich von Gagern, nommé ministre d'État, agréa ces demandes le 6 mars 1848.

### L'après-révolution

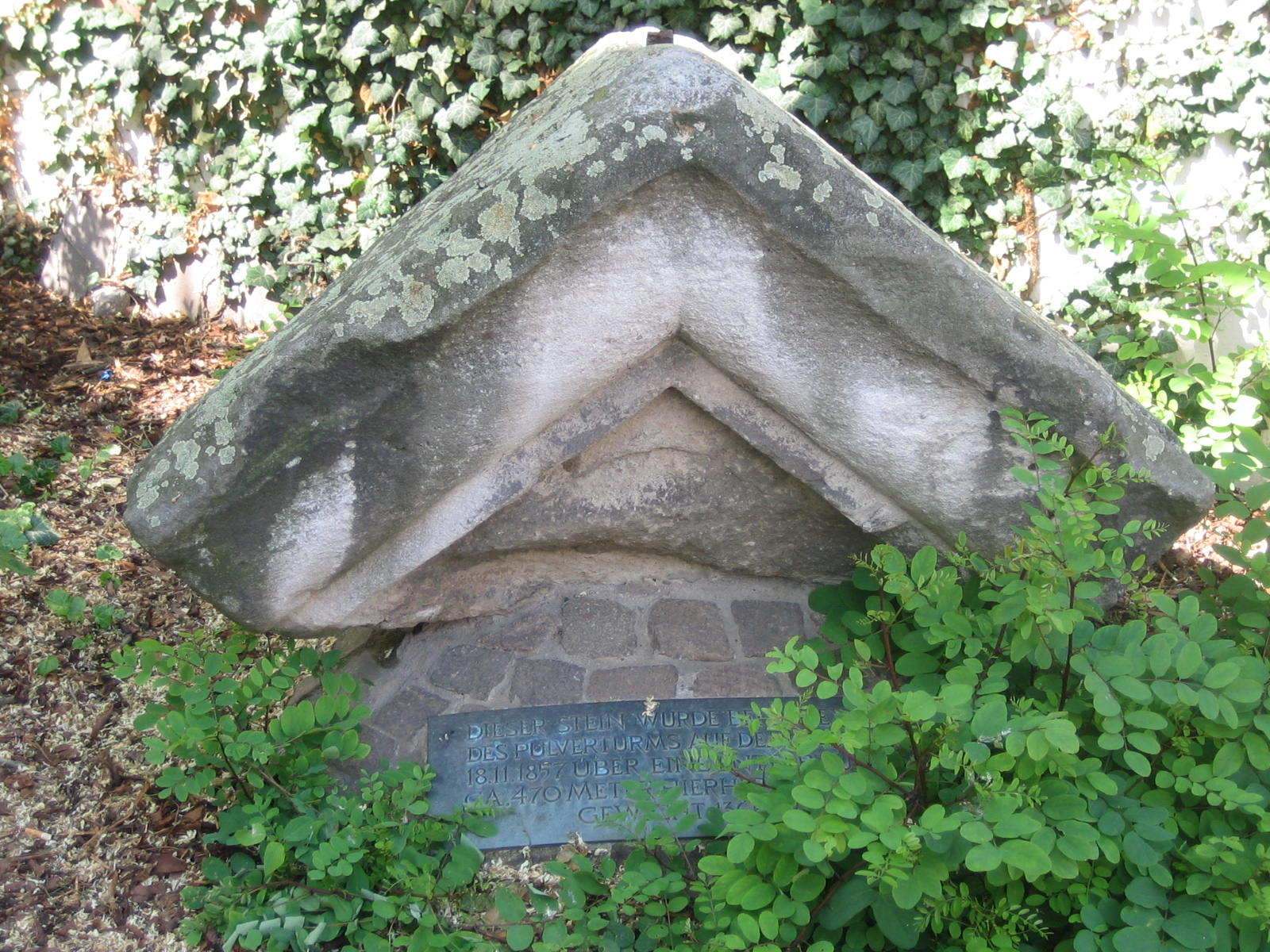
Pierre de la poudrière à la Ballplatz.

La répression des autorités prussiennes qui s'ensuivit renforça les sentiments anti-prussiens. La révolution avait également remis la question sociale à l'ordre du jour. La révolution fut suivie d'une période de calme politique et d'une dépression économique. La situation ne se rétablit qu'à partir de 1853 avec l'installation des premières industries modernes et l'arrivée du chemin de fer. Dès 1860 il y avait déjà 164 usines. Avec la reprise, la vie politique et associative reprit malgré l'arrêt temporaire des travaux d'extension urbaine après l'explosion du dépôt de munitions prussien en 1857. Cette année-là, le 18 novembre, à 14 h 45, l'explosion de la poudrière (Pulverturm), fit environ 150 morts et au moins 500 blessés. Elle détruisit 57 maisons situées à proximité, et endommagea gravement l'église Saint-Étienne.
Le statut de ville-forte de la Confédération prit fin en 1866. La rivalité entre Prussiens et Autrichiens avait finalement débouché sur une guerre. La Bavière exigeait des deux puissances que les territoires qu'ils occupaient, comprenant entre autres Mayence, soient décrétés neutres. On renonça à l'occupation militaire, des troupes de Hesse et du Wurtemberg vinrent assurer l'application du traité. Mais la ville devenait pour la Prusse un trésor convoité : le 20 juillet 1866 l'occupation militaire fut décrétée. Dans la guerre qui l'opposait à la Prusse, l'Autriche dut bientôt capituler : l'armistice fut signé le 26 juillet 1866, et le traité de paix fut entériné le 23 août suivant. Il réglait le statut futur de la citadelle de Mayence mais ne fut ratifié que par l'Autriche. Les revendications persistantes de la France sur Mayence furent, elles, tout simplement ignorées par le royaume de Prusse. Les Prussiens nommèrent le prince de Schleswig-Holstein, qui venait de renier le 4 août 1866 son serment à la Confédération germanique, gouverneur militaire de Mayence. Le temps de la « place forte de Mayence » était révolu.

## Le carnaval de Mayence
Le carnaval de Mayence (Meenzer Fassenacht en dialecte, ou Mainzer Fastnacht en allemand) évolua vers sa forme actuelle à partir de 1837. La première association pour la promotion de ces festivités, la Mainzer-Carneval-Verein (MCV) se constitua en 1838, et demeure jusqu'à aujourd'hui la plus importante association de ce genre. Elle est en particulier l'organisatrice du défilé floral de Mayence.

## Croissance de l'agglomération
Le statut de ville fortifiée avait toujours empêché le développement urbain et par là, limité l'accroissement de la population par rapport aux villes voisines, comme Francfort ou Wiesbaden. Les remparts ne circonscrivaient qu'une surface limitée, qui au fil des siècles avait été finalement entièrement couverte de constructions, comme le quartier des trois Bleichen. On n'édifiait aucun bâtiment en dehors des remparts, car ils auraient servi d'abris à d'éventuels assiégeants. Aussi la ville ne pouvait-elle se développer que sur une emprise bornée. Cette expansion se fit autour de sites d'abord déconnectés, donnant au tissu urbain l'aspect d'un patchwork avec ses rues sinueuses, récentes ou anciennes, et ses îlots insalubres. En 1886, la spéculation immobilière entraîna une reconquête de ces quartiers. La ville était pourtant toujours fortifiée, et les plans d'urbanisme devaient se conformer aux lignes de défense. Le développement urbain à cette époque est particulièrement redevable à l'urbaniste Édouard Kreyssig. On construisit un nouveau pont au-dessus du Rhin. On installa une usine à gaz, une centrale électrique, un port fluvial; on édifia la grande halle (à cette époque la plus grande d'Allemagne) et l'église évangélique Christuskirche, que Kreyssig avait conçue comme une « contre-cathédrale » (sa coupole s'élève à un mètre de plus que celle de la cathédrale). Les maisons d'habitation furent réhabilitées comme celles du Gartenfeld, qui se couvrit de logements. Les berges du Rhin furent élargies à cet effet. En dépit de cela, la ville s'accrut plus lentement que ses voisines jusqu'au XXe siècle. Par exemple, de 1816 à 1864, Wiesbaden s'accrut de 1 208 %, Mayence seulement de 67 %. Les fortifications faisaient aussi obstacle à l'accueil de l'industrie lourde, consommatrice d'espace. Le marché du travail à Mayence était dominé par l'activité du cuir et du textile, la menuiserie, l'agro-alimentaire ainsi que la construction mécanique comme le travail des métaux. Le port fluvial était vital pour ces activités.
La guerre franco-prussienne de 1870-1871 fut suivie de l'annexion de l'Alsace-Lorraine et donc de Metz, promue désormais ville-forteresse contre la France. Aussi les fortifications de Mayence furent-elles désarmées à la fin du siècle et leur entretien, négligé.

## Mayence auXXesiècle

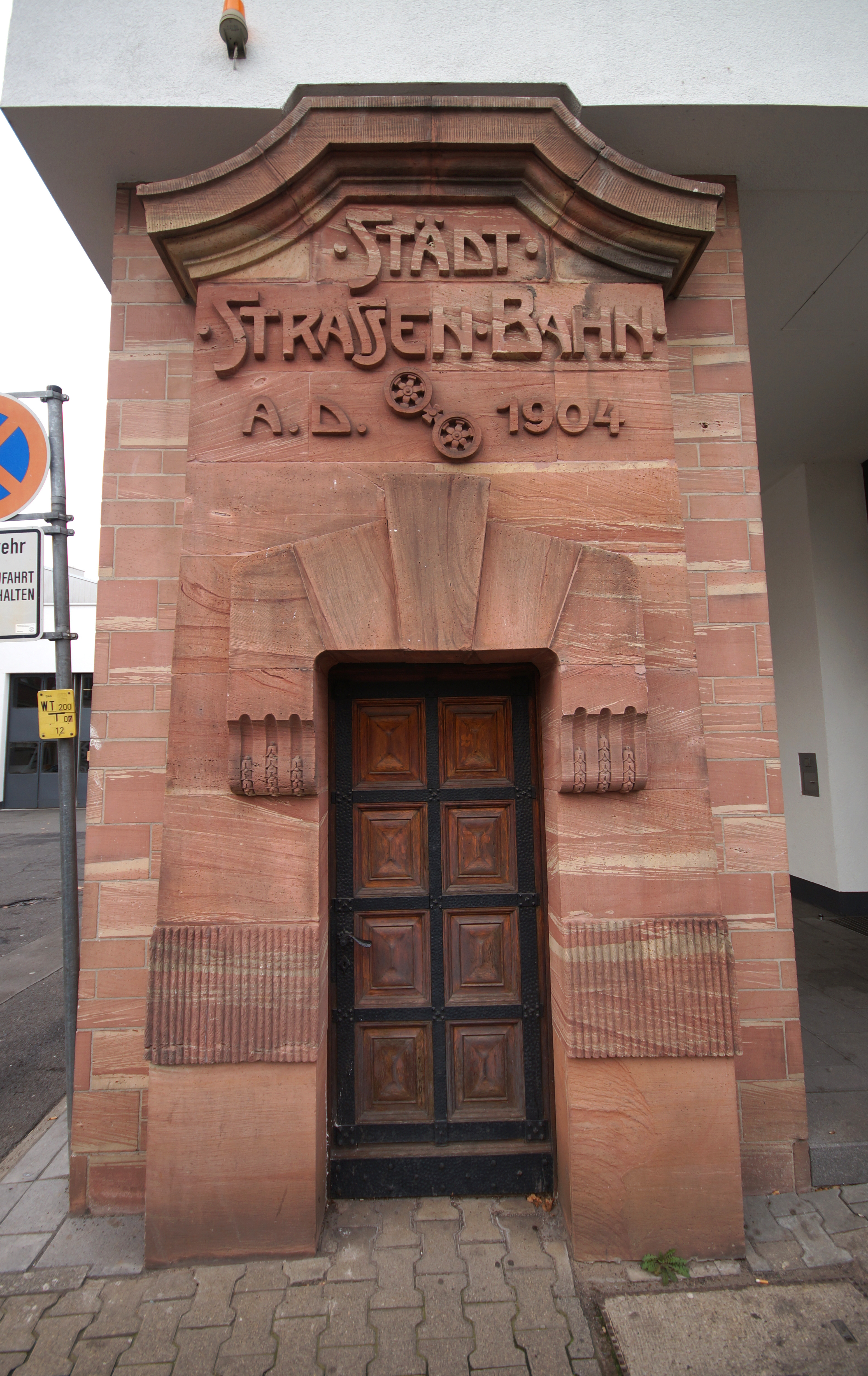
Bâtiment d'administration du tramway de Mayence.

Le XXe siècle apporta un élan renouvelé à la ville de Mayence, outre son nouveau statut d'agglomération. L'année 1900 fut célébrée comme celle du jubilé de Gutenberg, dont on avait arbitrairement estimé l'année de naissance à 1400. Le canal latéral au Rhin, dont on avait commencé le creusement au siècle précédent, fut parachevé. Sur ordre de l'empereur Guillaume II, les fortifications furent progressivement démantelées à partir de 1900. La population de la ville, qui absorba dans son extension les faubourgs de Mombach, Cassel et Kostheim, s'accrut rapidement. La conurbation avec Cassel en 1908 consacra le statut d'agglomération.
À Mayence aussi, la Première Guerre mondiale marqua la fin de la Belle Époque, commencée en 1871. Les problèmes de cherté et d'approvisionnement s'aggravèrent continuellement au fil des quatre années du conflit, de sorte qu'en 1918 se formèrent des manifestations massives contre la faim. Pour la première fois, des bombes furent larguées sur Mayence le 9 mars 1918, faisant entre autres victimes la jeune Meta Cahn, à qui Anna Seghers dédia plus tard une œuvre.
À l'annonce de la capitulation sans condition du Reich allemand l'armistice de 1918, éclatèrent des combats de rues et des pillages de magasins. On ouvrit les prisons. Des « soviets d'ouvriers » et de soldats se constituaient spontanément. Ils n'élurent toutefois pour la plupart que des chefs modérés, qui affrontaient prudemment les événements. La république fut proclamée dès le soir du 10 novembre sur la place de l'hôtel de ville, tandis qu'à Darmstadt le grand-duc de Hesse avait été déposé la veille.

### L'occupation de la Rhénanie après 1918

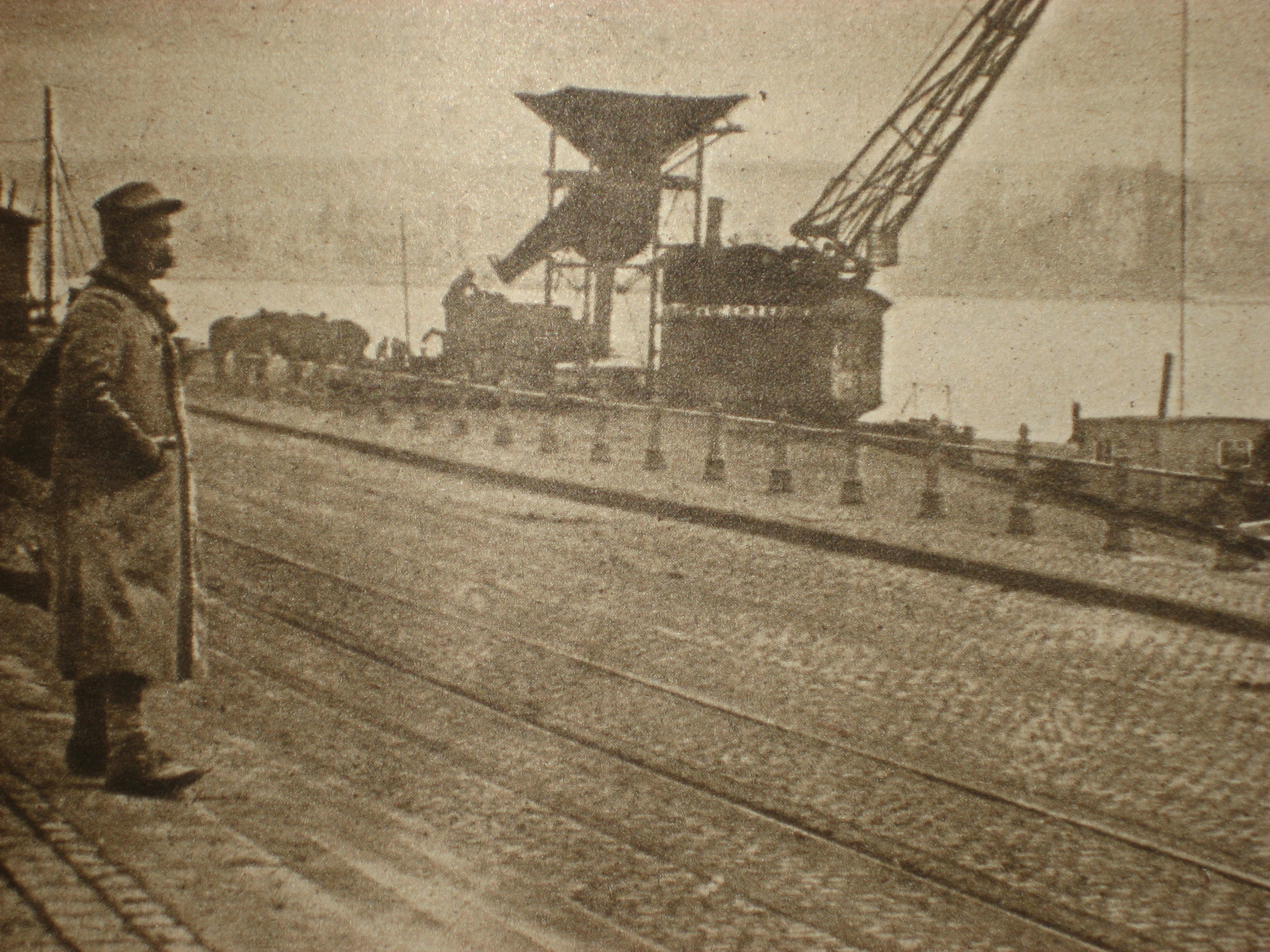
Soldat français sur les bords du Rhin à Mayence. 1918.

Les conditions de l'armistice stipulaient que l'armée allemande démilitariserait la rive gauche du Rhin et respecterait une zone neutre en rive droite d'une largeur de 10 km. Le dernier soldat allemand évacua Mayence le matin du 8 décembre 1918. À midi ce même jour, l'armée française (65e division d'infanterie sous Victor Goybet) investissait la ville pour la cinquième fois de son histoire. Sur ordre du maréchal Foch on maintint en place les lois et règlements allemands. En revanche, toute nouvelle loi devait être soumise aux autorités militaires des forces d'occupation. Le Gouverneur général Charles Mangin, assisté du général Félix de Vial, commandait la subdivision de Mayence.
Les Français stationnèrent 12 000 hommes dans la seule ville de Mayence, dont plus de 5 400 dans les casernes limitrophes d'Amöneburg, Kastel, Kostheim, Gonsenheim et Weisenau. Cela provoqua une crise du logement, car les troupes d'occupation investissaient tous les plus grands bâtiments. Il n'y eut pour finir plus aucune maison qui n'hébergeât un ou plusieurs soldats. Comme ils l'avaient fait en 1799, les Français apportèrent en ville leur langue et leur culture pour se concilier la population. Des cours de français furent institués, afin de supprimer la barrière de la langue. L'écrivain Alexandre Vialatte, germanophone, est de 1922 à 1928 secrétaire de rédaction de La Revue rhénane à la ville.

#### La Rhénanie indépendante

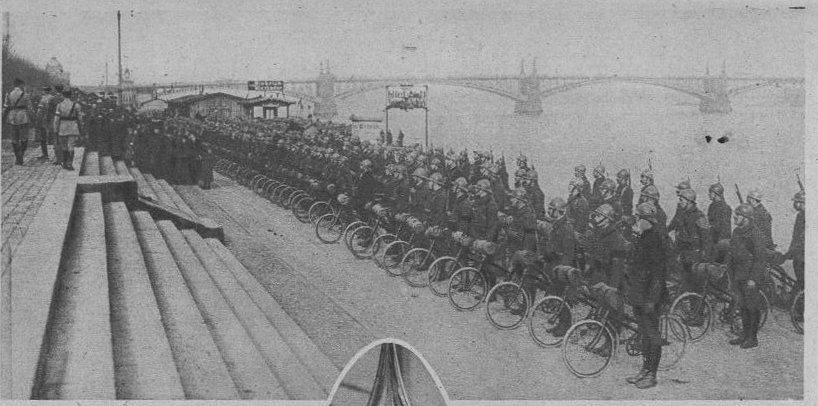
Le régiment d'infanterie coloniale du Maroc, lors de sa remise aves sa 10e citations de la croix de guerre 1914-1918 avec palmes.

Cette nouvelle occupation de la Rhénanie ressuscita le projet de grouper les territoires de la rive gauche en un gouvernement autonome au sein de l'Allemagne. Comme le parlement allemand s'y opposait, on évoqua la création d'un État indépendant, la Rhénanie. Ces projets furent soumis au commandement français occupant le pays. Le 1er juin 1919 une « république autonome de Rhénanie » de la fédération de l'Empire allemand fut proclamée par affiches dans tout Mayence. Une grève générale immédiate mit un terme à ce bref épisode de l'histoire rhénane et mayençaise. Mais l'idée fit son chemin : une proclamation toute similaire eut lieu à Aix-la-Chapelle encore en 1923, qui eut des échos à Mayence. Les séparatistes formèrent donc le gouvernement provincial que les Français exigeaient, mais qui ne fut reconnu ni par le gouvernement allemand, ni par la population, ni par les autres puissances alliées, ce qui sanctionna définitivement l'échec de l'idée d'une « République rhénane ».

#### Les conséquences du traité de Versailles
Le traité de Versailles disposait que les territoires occupés seraient placés sous l'autorité d'un gouvernement civil, qui siégerait à Coblence en tant que « haute autorité interalliée de Rhénanie ». Les clauses prévoyaient aussi le démantèlement définitif des fortifications, ce qui fut mené à bien sous l'occupation, même s'il en subsiste quelques vestiges dans le centre-ville, comme la citadelle. Les emprises libérées par les démolitions furent rapidement reconverties, et dès le milieu du XXe siècle plusieurs travaux d'embellissement y furent entrepris. Le 11 janvier 1923, les troupes françaises et belges occupèrent la Rhénanie au titre des réparations de guerre. L'appel du gouvernement allemand à la résistance passive fut suivi entre autres par l'industriel Fritz Thyssen, qui dut en répondre devant un tribunal militaire, ce qui suscita de l'agitation dans la ville.

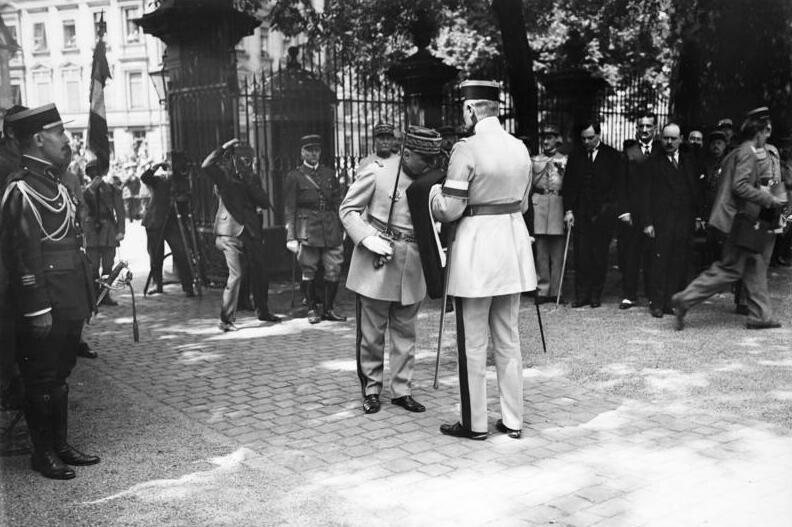
Le général Adolphe Guillaumat avec le drapeau de la France devant la porte du Deutschhaus.

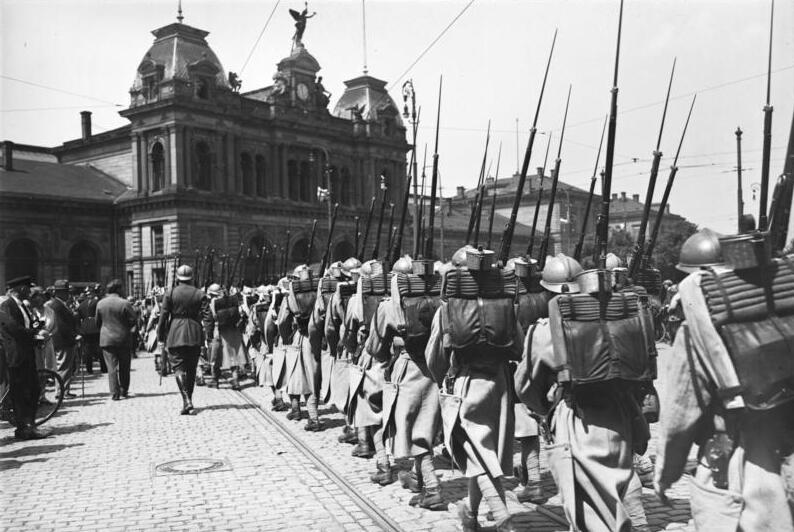
Retrait des troupes françaises devant la gare centrale de Mayence.

L'inflation et la misère réglaient le quotidien de l'immédiat après-guerre à Mayence. Ce n'est qu'avec le passage au Rentenmark à la fin de 1923 et la résignation des Alliés vis-à-vis de la vanité des « réparations » que la situation économique commença à s'améliorer.
Les « années folles » passèrent inaperçues. Du point de vue culturel, la Staatsbibliothek connut des années florissantes sous la direction d'Aloys Ruppel. Elle fit l'acquisition d'une des fameuses bibles de Gutenberg. Aujourd'hui la bibliothèque possède deux exemplaires de ce précieux incunable dont il ne subsiste que 48 exemplaires par le monde. Le théâtre municipal rouvrit, même si les créations du répertoire expressionniste n'y furent jamais au programme. Les salles de cinéma firent leur apparition à Mayence. Les plus grosses réparations de la cathédrale, commencées avant la guerre, prirent fin en 1928. L'abaissement de la nappe phréatique les avait rendues indispensables.
L'année 1930 marqua la fin de l'occupation étrangère, précédée de l'absorption de nouveaux faubourgs : le 1er janvier 1930 les quartiers de Ginsheim-Gustavsburg et Bischofsheim (rive droite), de Bretzenheim et Weisenau (rive gauche) furent intégrés à l'agglomération. Ces nouveaux faubourgs offraient, outre d'intéressantes plates-formes d'échange, comme le port de Gustavsburg sur le Main, beaucoup d'industries et surtout des emprises pour la construction de logement dans une ville en pleine croissance. La ville doubla ainsi de taille.

### Remilitarisation et nazisme
À la suite des nombreuses interventions de Gustav Stresemann, ministre des Affaires étrangères de la république de Weimar, l'occupation de la Rhénanie prit fin le 30 juin 1930 ; un succès personnel pour cet homme politique à qui la ville de Mayence érigea un monument.
La crise économique de 1929 interrompit brutalement la pause revenue à partir de 1923 et permit au parti nazi, le NSDAP, d'obtenir la majorité en Rhénanie également (c'est-à-dire dans un pays officiellement étranger à l'Allemagne). Le taux de chômage grimpant à Mayence jusqu'à 12,8 % en 1932, le coût des mesures sociales d'urgence ainsi que des réparations de guerre ruina les finances de la jeune république en peu de temps. Cette misère favorisa l'extrémisme, qui dénonçait les « apparatchiks » et l'« internationale juive de la finance ». On pouvait discerner les prémices de ce mouvement entre les années d'hyper-inflation et 1923, car il y avait déjà à Mayence un groupe d'extrême droite, qui fut, cela dit, rapidement interdit. Une cellule locale du NSDAP avait été fondée en 1925, qui d'après certaines sources comptait 50 adhérents en 1926. Pour des raisons obscures, elle fut dissoute entre 1927 et 1928. Quoique la première manifestation se tînt en 1928, le parti trouvait si peu d'écho à Mayence que le NSDAP ne parvint pas à obtenir un siège aux élections municipales de 1929. Jusqu'au coup d'État, et malgré deux visites de Hitler, le parti restait en dehors de l'administration locale, mais il obtint de nombreuses voix aux élections législatives, et aux régionales de 1932, il en obtint même 26 186. La même année, le Dr Werner Best, un juriste éminent et membre des SS, obtint la direction du parti à Mayence. Cet homme influent s'efforça de faire accepter l'idéologie nazie aux Mayençais rétifs.
Le 30 janvier 1933, jour de la nomination d'Hitler à la chancellerie du Reich, il y eut deux défilés à travers la ville : d'abord 3 000 hommes, mobilisés par le parti communiste pour manifester contre la nomination, puis plus tard moins de 700 militants nazis pour une retraite au flambeau. Après les élections législatives du 5 mars 1933 la mise au pas commença, et concerna évidemment aussi Mayence. La persécution des juifs, dont la communauté comptait 3 000 membres, débuta en avril. Depuis la seconde moitié du XIXe siècle, cette communauté avait pu s'épanouir et avait établi deux synagogues, dont l'une, signe d'une reconnaissance progressive, n'avait pas été bâtie dans le quartier juif d'Emmerans, mais en plein centre-ville, sur la Hindenburgstrasse. Ces synagogues furent incendiées lors de la nuit de Cristal, et l'on fit payer aux juifs le déblaiement des ruines, mais la bibliothèque put être épargnée. Un parchemin de la Torah qu'on avait caché au séminaire de Mayence, fut découvert en 2003 et remis à la communauté juive de Weisenau.

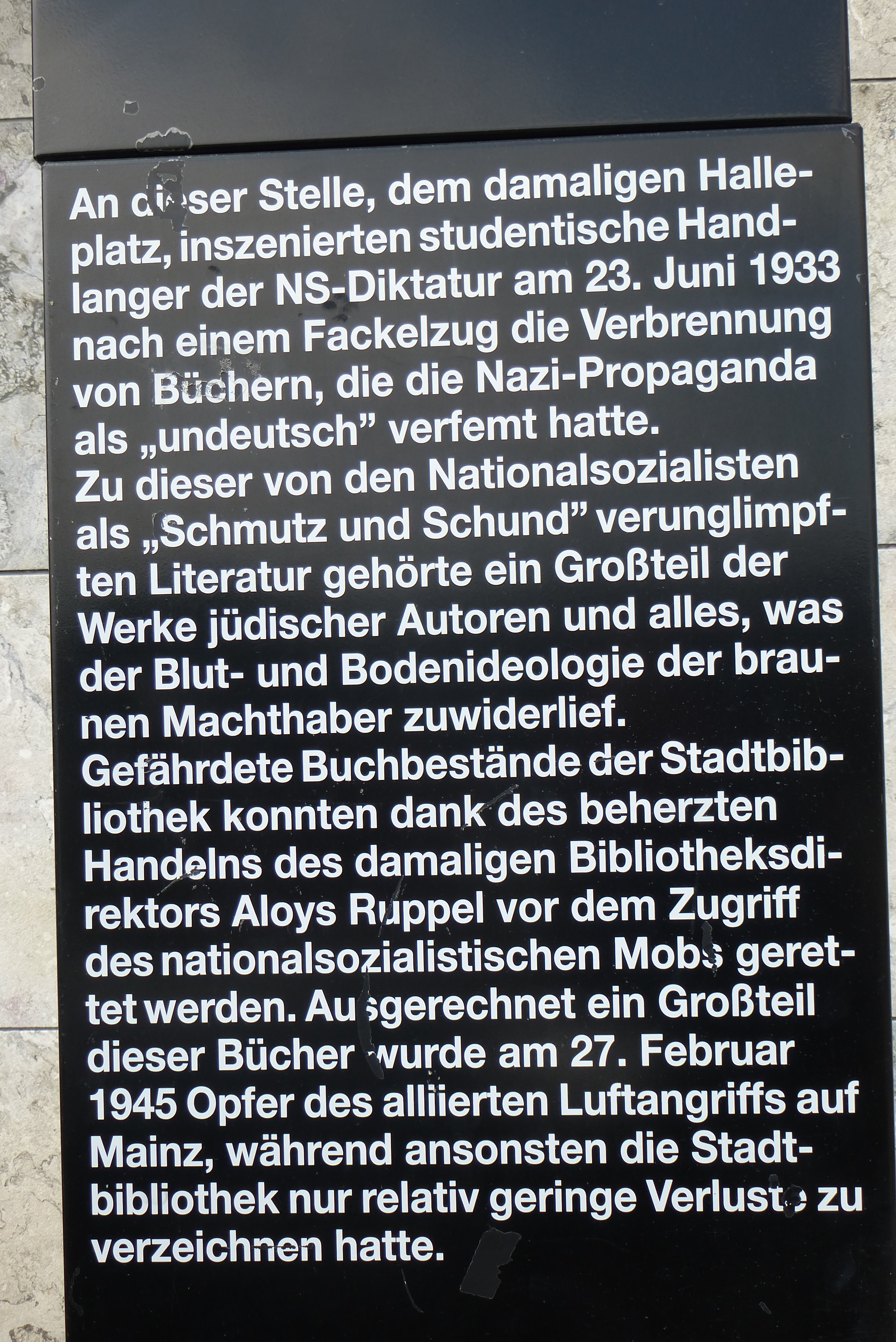
Plaque commémorative de l'autodafé du 23 juin 1933 sur la rive du Rhin à Mayence.

L'interdiction des partis politiques, des syndicats et de la presse indépendante paracheva la mise au pas. Mais les nazis ne parvinrent pas à fédérer les deux grandes églises de la ville : si la Glaubengemeinschaft Deutsche Christen nazie comptait plusieurs paroisses à Mayence, les pasteurs protestants de la Christuskirche furent les membres fondateurs de la ligue des pasteurs allemands. Les évêques catholiques, Ludwig Maria Hugo et Albert Stohr, qui sous le national-socialisme siégeaient à Mayence, se refusèrent à toute collaboration avec le régime.
Le faubourg de Gonsenheim fut absorbé en 1938, et en octobre de la même année Mayence obtint le statut de ville autonome (Kreisfreie Stadt).

### Mayence et le deuxième conflit mondial
La Seconde Guerre mondiale, déclenchée le 1er septembre 1939, n'altéra dans un premier temps les conditions de vie mayençaises qu'à la marge. La population ne connut longtemps la guerre que par le rationnement et les couvre-feu. Afin de les faire supporter, les représentations théâtrales et les concerts furent maintenus. Les premières bombes s'abattirent sur la ville dès 1940, et se poursuivirent l'année suivante, mais elles ne frappaient que les faubourgs et le quartier de la gare.

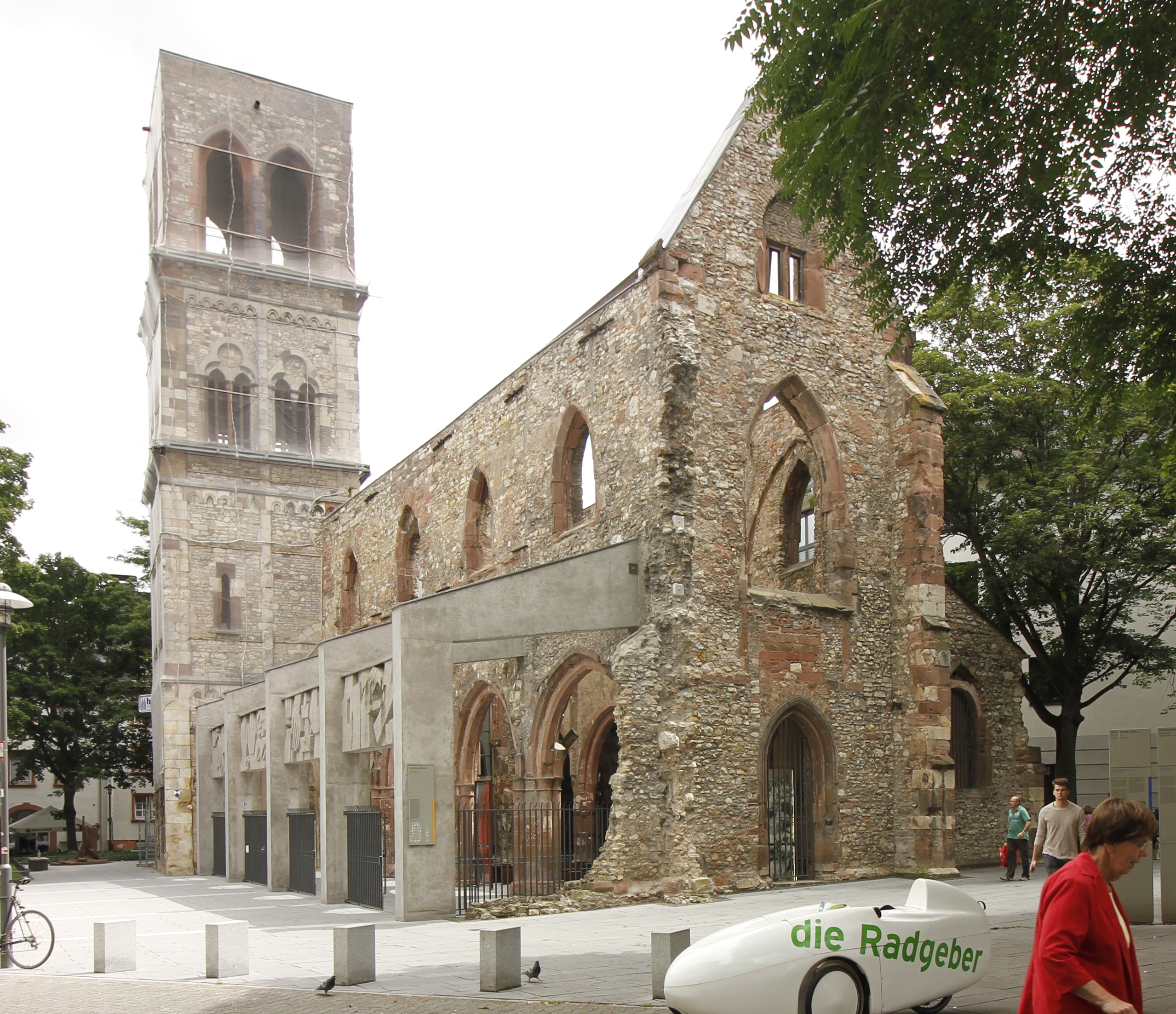
Avertissement et souvenir des dommages de guerre, l'église Saint-Christophe, celle de la paroisse de Gutenberg, volontairement laissée en ruines.

Le 12 août 1942 ouvrit un cycle d'agressions plus sévères, avec le largage par les bombardiers britanniques de 203 t de bombes stratégiques et 134 t de bombes incendiaires sur le centre-ville. Ce bombardement détruisit en deux jours, outre le quartier Saint-Quentin et la vieille collégiale Saint-Étienne, 781 maisons, 5 églises, 4 écoles, une clinique et 23 édifices publics, et fit 161 victimes.
La répression de l'administration nazie s'abattit également sur la population. Perquisitions, interrogatoires et dénonciations décourageaient l'opposition. Comme dans d'autres villes, ce climat de terreur suscita pourtant des groupes de résistance, dont presque tous les membres furent arrêtés et exécutés après l'attentat du 20 juillet 1944. Presque tous les juifs qui n'avaient pas émigré furent déportés, et en 1945 on préparait même la « suppression » du clergé.
Ce n'est qu'en janvier 1945 que la population se convainquit que la guerre touchait à sa fin. Des fossés antichar furent creusés autour de la ville, puis en janvier et février il y eut des bombardements massifs.

#### Le 27 février 1945
Le pire restait à venir : le 27 février 1945, la RAF largua en trois vagues successives 514 000 bombes incendiaires, 42 bombes éclairantes, 235 bombes stratégiques et 484 bombes de type « Blockbuster ». L'attaque dura en tout et pour tout un quart d'heure (de 16 h 30 à 16 h 45) et changea la ville en une gigantesque torche. Elle fit environ 1 200 morts, dont tous les moines du couvent des capucins. Le 27 février est depuis le jour du souvenir des victimes civiles de la guerre. En mars 1945 les troupes américaines atteignirent les faubourgs. Tandis que l'ordre d'évacuer la Rhénanie avait été donné, la Gestapo, qui comptait encore traiter avec l'ennemi, voulut permettre à l'évêque Albert Stohr et à son entourage de fuir, mais une mise en garde de dernière minute l'empêcha.
Les Américains s'emparèrent du faubourg de Hechtsheim le 21 mars, et le lendemain la guerre était terminée pour Mayence. Des 154 000 habitants de 1939, il n’en restait plus que 76 000. 61 % de l'habitat était détruit, et même 80 % dans le centre-ville. Au total, 2 800 personnes avaient perdu la vie dans les bombardements. Mais le plus grand nombre avait été tué sur le champ de bataille, ou ne revint à Mayence que dans les années qui suivirent. La communauté juive avait définitivement disparu : de 3 000 membres au début du nazisme, elle était passée en 1945 à 59 survivants.

### L'après-guerre
La conférence de Yalta, le 10 février 1945, assigna à la France une zone d'occupation, aux contours d'abord imprécis, mais qui engloberait Mayence. Cette décision fut heureuse pour la ville, qui se trouvait ainsi métropole d'un grand territoire, rôle qu'elle n'aurait pu jouer dans une zone d'occupation américaine beaucoup plus vaste.
Mais dans un premier temps, l'occupation par la IIIe armée américaine contraignit la population à se préoccuper du quotidien. La ville était à ce point détruite que tous doutaient de leur avenir. L'âge d'or de la ville était définitivement terminé.
Les forces françaises s'établirent à Mayence le 9 juillet, pour la sixième fois depuis 1644. Les soldats inscrivirent sur la porte impériale : « Ici Mayence ». Le 25 juillet, une discussion au sommet fixa le Rhin (seulement jusqu'à hauteur de Kaub) comme frontière entre les zones d'occupation françaises et américaines. Les faubourgs de la rive droite furent ainsi séparés de Mayence et les faubourgs au nord de la confluence du Main rattachés à Wiesbaden (voir l'article : Grande-Hesse). Les faubourgs au sud du Main redevinrent indépendants, comme avant 1930, ce qui fit perdre à Mayence plus de la moitié de sa superficie. Toutes les tentatives de rattachement ultérieures échouèrent, de sorte que lorsque la constitution fédérale créa les Länder de Rhénanie-Palatinat et de Hesse, la séparation fut définitive.
Les habitants commencèrent l'année 1945 en déblayant 1,5 million de m3 de gravats, travail pour lequel il aurait fallu un nombre énorme d'ouvriers. La misère et la famine étaient les plus gros problèmes de cette époque. À cela s'ajoutaient des pourparlers incessants avec la puissance occupante, pour limiter les destructions et la répression.

#### Refondation de l'université
Cela n'empêcha pas le maire Emil Kraus (1893-1972) d'annoncer la création d'une université le jour de la Saint-Sylvestre 1945. Cette annonce trouvait sa motivation dans la décision prise par les autorités françaises, notamment Louis Théodore Kleinmann, en août 1945, de créer une grande école dans leur secteur d'occupation. Mainz, la « Mayence » des Français, dotée par eux d'avantages considérables, recevait finalement la préséance sur Spire et Trèves. Pour les bâtiments, on reconvertit les locaux à peine endommagés de la caserne construite en 1938 dans les environs du cimetière principal. Le 27 février 1946, un an jour pour jour après le désastre, Raymond Schmittlein inaugura l'université, la déclarant « en capacité de reprendre sa mission ». La « capacité » était en l'occurrence octroyée par des forces d'occupation qui, en 1798, avaient dissous la vieille université Diether von Isenburg. La nouvelle université prit le nom de Johannes-Gutenberg.
La création de l'université fut critiquée à l'occasion, dans la mesure où elle absorbait des moyens financiers à un moment où la faim tenaillait les habitants et où la misère était générale. Cette misère prévalut jusqu'à la fin des années 1940 malgré toutes les tentatives d'aide. Mais à partir de 1947 les conditions de vie se rétablirent. En 1948, 180 000 catholiques fêtèrent le jubilé papal.
Les contrôles douaniers entre les différentes zones d'occupation furent levés en août 1948 : l'État fédéral allemand commençait à se former.

#### Capitale régionale

Le drapeau du Land de Rhénanie-Palatinat arbore la roue de Mayence.

Mayence devait tenir un rôle particulier au sein du nouvel État fédéral, et cela encore à l'initiative de la France qui, le 30 août 1946, promut la ville « capitale » de Rhénanie-Palatinat. Sur le moment, les citadins ne firent pas attention à ce statut et ne s'en félicitèrent pas du tout. L'attribution de l'appellation de capitale était liée à l'obligation de libérer un certain nombre d'appartements ce qui, dans une ville en grande partie détruite, n'était simplement pas possible.
C'est pourquoi le gouvernement régional s'établit dans un premier temps à Coblence, naguère capitale de la Rhénanie prussienne. D'ailleurs la vie politique de la province ne s'anima que très graduellement. L'intercommunalité ne se mit en place qu'un an et demi après la fin des hostilités. La réorganisation du système politique à l'échelle de la région prit encore plus de temps, car beaucoup doutèrent encore de longues années du devenir de l'« État cornu » (Retortenlandes), comme on surnommait la Rhénanie.
Pourtant grâce à l'attribution du statut de capitale, Mayence redevint finalement en 1950 le centre vital du Rhin moyen qu'elle était à l'issue du congrès de Vienne. Coblence, dépourvue de sa fonction de capitale régionale, devint en contrepartie le siège de toutes les autorités politiques régionales comme le tribunal interrégional et la direction régionale des finances, lesquelles n'eurent plus à Mayence que des succursales.

### Mayence au sein de la République fédérale

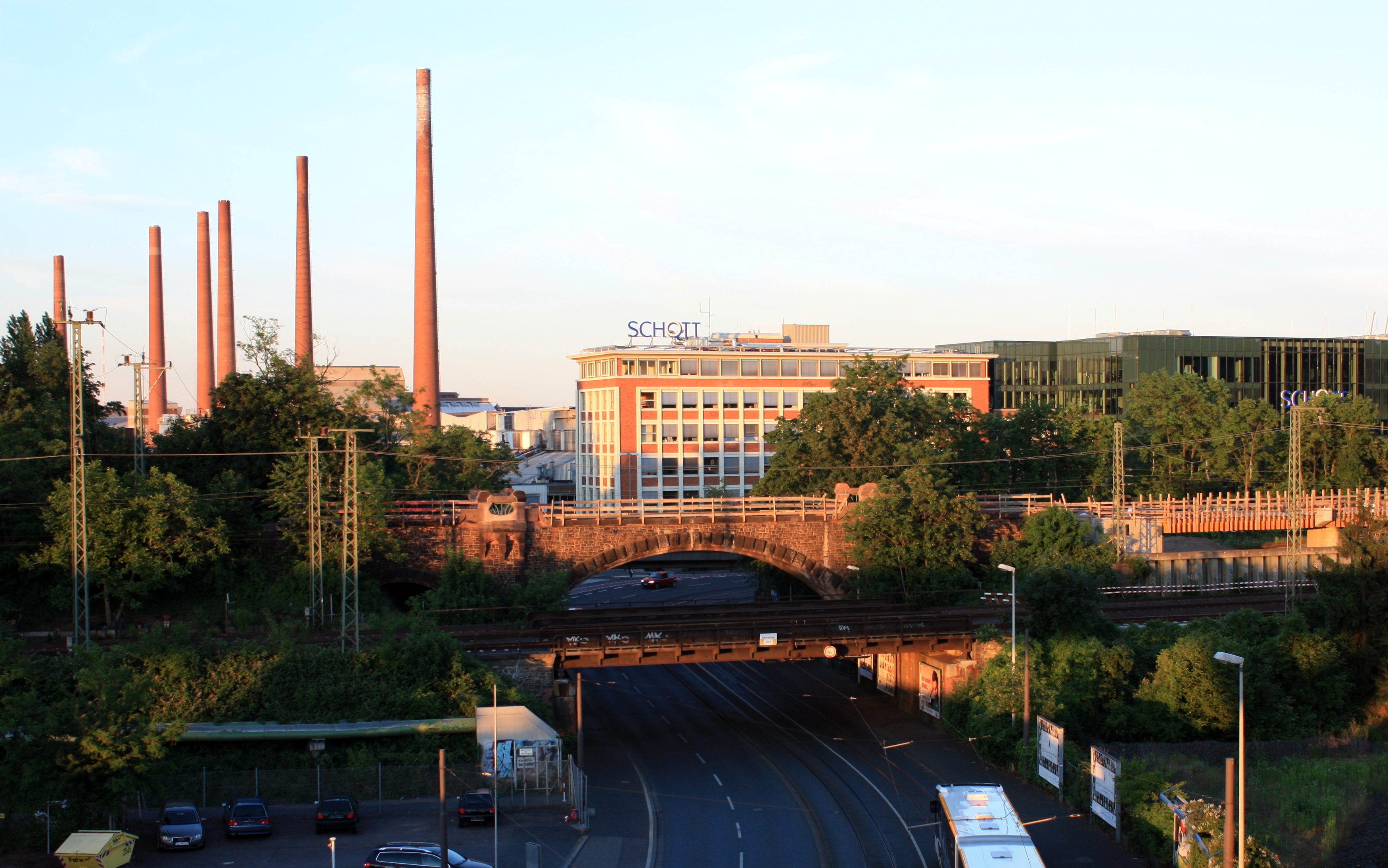
Schott Glas, groupe des cheminées et bâtiment d'administration; architecte Ernst Neufert (1951-1953).

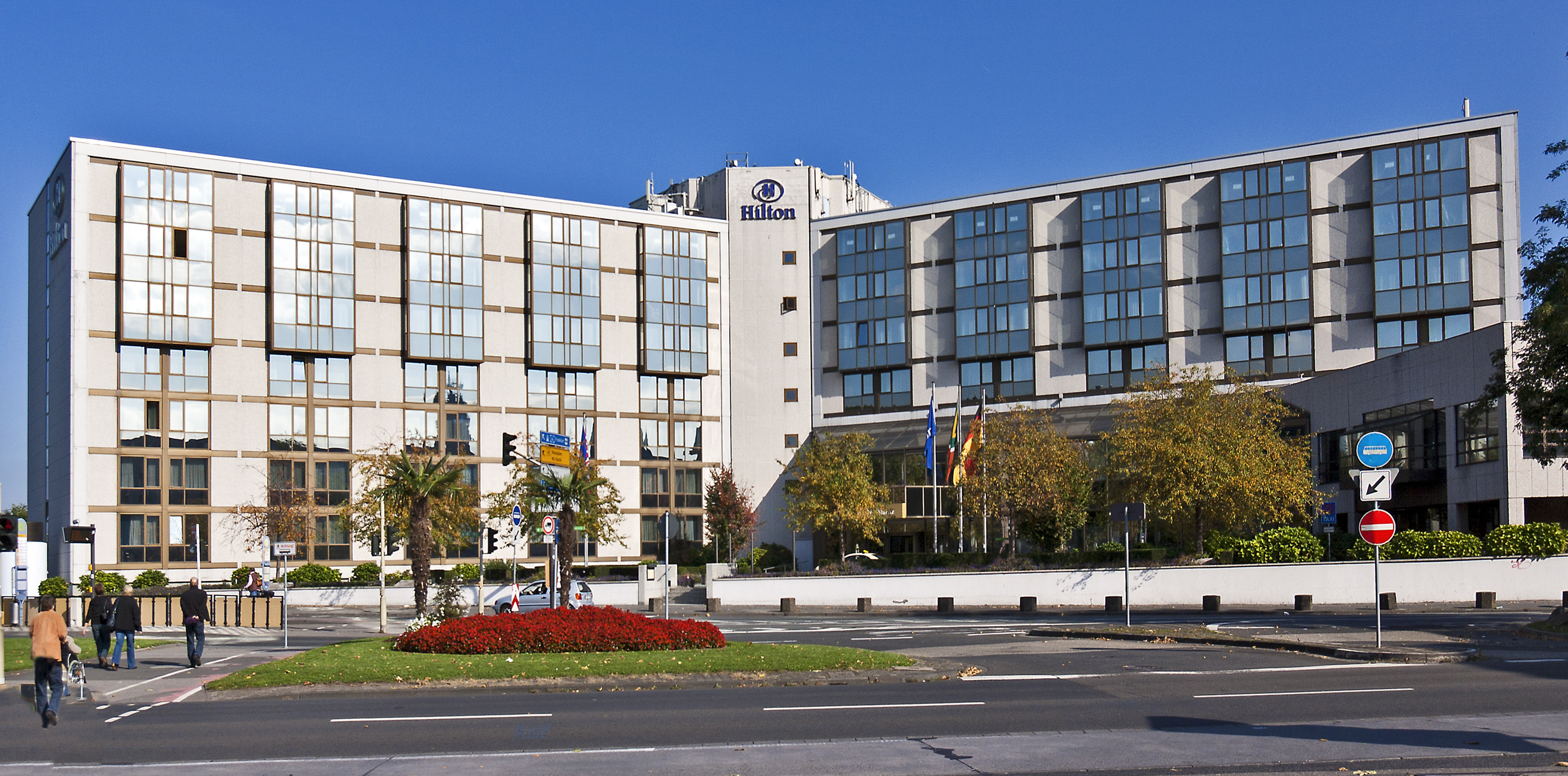
Hilton Mainz, aile Rhin, des années 1960.

On ne peut parler d'un retour à la croissance qu'à partir de la constitution des territoires occupés en république fédérale. Le rapatriement d'industries comme les verreries Schott, fuyant Iéna, ramenèrent l'emploi et contribuèrent au budget de l'agglomération. À la fin des années 1950, 70 industries s'étaient implantées, créant 12 000 emplois. On ne peut pas dire pour autant que Mayence ait profité du miracle économique allemand, car les dispositions provisoires, les débats de 1955 sur l'organisation du Land, et l'entretien de l'université paralysaient les initiatives. Même la reconstruction du centre ville fut longtemps reportée.
Ces controverses, ainsi que d'autres, notamment autour de la reconstruction et de l'urbanisme firent qu'à la fin des années 1950, et même jusque dans les années 1960, Mayence portait encore la marque des dommages de la guerre. Les entreprises de reconstruction sérieuses et motivées ne virent le jour qu'en 1959-60, mais il faut dire qu'on s'approchait de l'année du jubilé des 2 000 ans de la ville, fixé à 1962. Il y eut encore des querelles sur la datation des origines de la ville, car la fondation traditionnellement fixée en 38 av. J.-C. ne reposait sur aucune source historique. D'autres anciennes colonies romaines, comme Cologne et Trèves se plaignaient (en s'appuyant en effet sur l'autorité reconnue des Anciens) de cette revendication. Le jubilé des 2 000 ans de Mayence fut cependant fêté en 1962 avec force réjouissances et de nombreux décors.
Le Jubilé s'accompagna, le 21 juin 1962, d'une cession par le Land de 62 ha situés en lisière de la forêt du Ober-Olm. Le faubourg du Lerchenberg y prit naissance et bientôt la deuxième chaîne de télévision (ZDF) s'y établit : malgré les accords d'implantation de 1961, la ZDF n'avait jusqu'alors à sa disposition que des locaux provisoires à Wiesbaden et Francfort. L'extension jusqu'au Lerchenberg conférait à la ville une géographie étirée : le Lerchenberg se trouvait en effet plus loin du centre-ville que la ville de Marienborn. Même les communes voisines de Finthen et Drais étaient encore indépendantes. Cet état de fait, parmi d'autres, nécessitait de nouvelles fusions de communes qui aboutirent en 1969, avec l'absorption des villes de Hechtsheim, Ebersheim et Laubenheim. C'est donc à partir de 1962 que Mayence put enfin commencer à soutenir la comparaison en termes de croissance économique avec les autres villes d'Allemagne. La ZDF put transmettre sa première émission le 1er avril 1963 ; presque un an plus tard, la ville fit encore l'acquisition de 100 ha attenant aux locaux et devint ainsi la « ville-télévision » qu'elle est demeurée depuis.
Jockel Fuchs, élu le 8 avril 1965 au poste de maire de l'agglomération, poursuivit l'effort de reconstruction de son prédécesseur Franz Stein : il fit diverses propositions pour qu'un hôtel Hilton s'installe à Mayence et fit venir la société d'informatique IBM en 1965-66, ce dernier succès aboutissant à la création de 3 000 emplois, à la venue de nouveaux habitants et à une hausse des revenus de la municipalité. Le solde migratoire positif s'accompagna à nouveau d'une extension des surfaces bâties. On peut voir encore aujourd'hui, non seulement dans les faubourgs, mais même dans le vieux centre, les immeubles de logements, à l'architecture très critiquée, construits dans les années 1960. La constitution en agglomération aboutit finalement le 8 juin 1969 grâce à la réforme régionale votée par le gouvernement régional de majorité CDU et dirigé par Helmut Kohl. Si les élus de la communauté urbaine de la ville considérèrent cette réforme comme une juste compensation de la perte des cantons de la rive droite du Rhin, les habitants et les élus des communes réunies à Mayence ne se réjouirent pas spécialement de la nouvelle situation. Par suite de la réunification des communes, la surface du Grand Mayence passa à 9 564 ha et détermina les emprises sur lesquelles l'agglomération continue à s'étendre aujourd'hui.

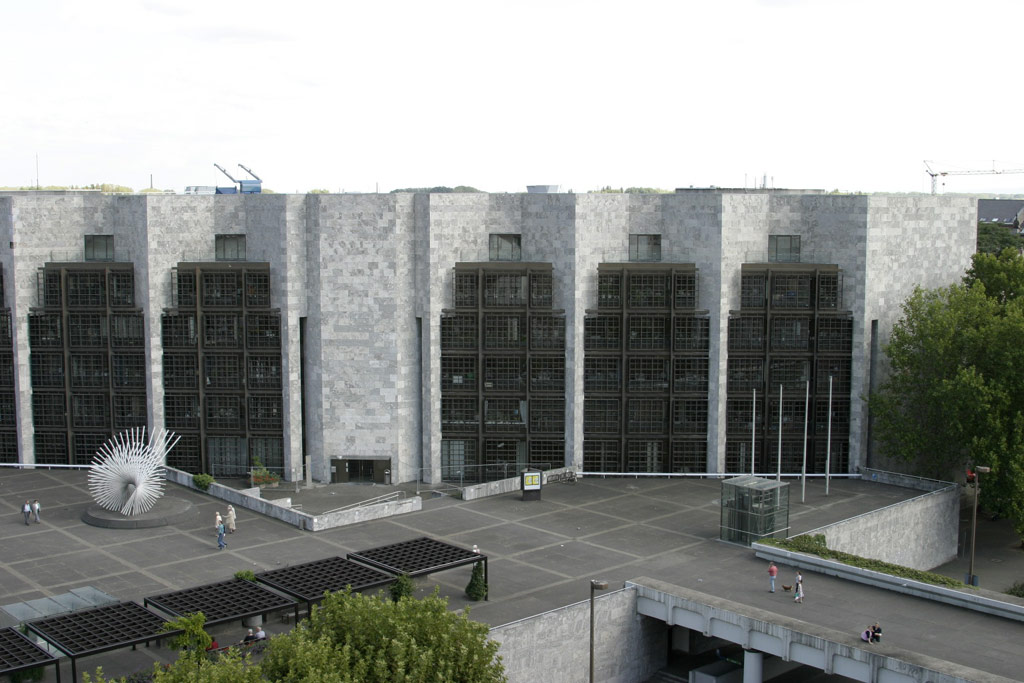
L'hôtel de ville de Mayence photographié depuis l'Eisenturm.

À partir de 1962, l'image rénovée de la ville s'exprima au travers de nouveaux bâtiments administratifs. Deux ans seulement avant la réunification des communes, la majorité du conseil municipal décida de construire un nouvel hôtel de ville au bord du Rhin. Il y avait déjà eu de longs débats dans les années 1930 autour de l'emplacement et de l'architecture d'un nouvel édifice, car la ville, administrée par des représentants de l'archevêque depuis 1462, n'avait jamais eu d'hôtel de ville. Les conseils municipaux siégeaient depuis des siècles dans divers bâtiments. Lorsque les débats s'enflammèrent derechef à la fin des années 1950, on envisagea successivement de reconvertir à cet effet l'ancien dépôt de poudre, le château de l'Électeur, et la grande surface Am Brand, près de laquelle se dressa finalement l'hôtel de ville actuel, sur un projet de l'architecte danois Arne Jacobsen. Le concept vise à insérer l'édifice entre le centre commercial Am Brand, reconstruite sur les ruines de l'ancien marché couvertet, et la nouvelle halle « L'Or du Rhin » (Rheingoldhalle). Une fois choisi l'emplacement de l'hôtel de ville, la polémique reprit sur l'architecture et le coût des travaux, mais le bâtiment fut inauguré malgré tout le 31 décembre 1973. La construction de l'hôtel de ville et des autres bâtiments administratifs, qui changeait rapidement l'aspect de la ville, fut aussi possible dans la mesure où les élus de l'agglomération pratiquaient le modèle mayençais, ce qui signifie fondamentalement qu'ils s'entendaient, par delà les alternances politiques, pour poursuivre les travaux engagés.
Depuis la fin des années 1970, la ville a reçu la visite de nombreux chefs d'État : en 1978 celle de la reine du Royaume-Uni Élisabeth II, en 1980 celle du pape Jean-Paul II, en 1989 celle du président des États-Unis George Bush père, en 2000 du président de la République Jacques Chirac et en 2001 du grand-duc de Luxembourg Henri. Enfin, le 23 février 2005 George W. Bush, comme son père avant lui, vint à Mayence.

## XXIesiècle
L'an 2000 fut fêté comme l'année Gutenberg. L'illustre enfant de Mayence a été choisi par le magazine américain TIME comme l'homme du millénaire. La même année, le marathon Gutenberg a eu lieu pour la première fois. Sous la direction de Jürgen Klopp, le 1. FSV Mainz 05 a accédé à la première division allemande de football pour la première fois de son histoire en 2004, et en 2009, le club a emménagé dans son nouveau stade de football. Entre 2007 et 2014, les cyclistes artistiques Katrin Schultheis et Sandra Sprinkmeier ont remporté six fois le maillot arc-en-ciel de championne du monde de cyclisme artistique à deux.
En 2010, la Nouvelle Synagogue a été inaugurée. Pour 2011, Mayence a été élue ville de la science par l'association Stifterverband für die Deutsche Wissenschaft et le port douanier et fluvial de Mayence a été déplacé de la Neustadt en aval du Rhin sur l'Ingelheimer Aue, où se déroule depuis lors le transbordement des conteneurs ; sur l'ancien terrain portuaire, un nouveau quartier d'habitation et de services est depuis en cours de construction. En 2012, Michael Ebling devient maire, les transports publics introduisent avec MVGmeinRad un système de location de vélos dans la zone urbaine, et le tunnel autoroutier près de Hechtsheim est achevé. En 2013, une zone environnementale commune est mise en place avec la ville voisine de Wiesbaden. Il s'agit de la première zone environnementale de Rhénanie-Palatinat et de la première zone environnementale transfrontalière.
En décembre 2016, une nouvelle ligne de tramway reliant la gare centrale au quartier de Lerchenberg, appelée Mainzelbahn, a été inaugurée. La cérémonie centrale du Jour de l'Unité allemande a eu lieu en 2017 dans le centre-ville sous le slogan "Ensemble, nous sommes l'Allemagne". En 2018, lors du premier référendum de l'histoire de la ville de Mayence, plus de 77 % des citoyens se sont prononcés contre une "tour de la Bible" comme extension du musée Gutenberg, mais le taux de participation n'a été que d'environ 40 %.
Le monde entier sera frappé par la pandémie COVID-19 en 2020, l'un des vaccins (BNT162b2) a été développé par BioNTech à Mayence. Les flacons d'injection sont également fabriqués par Schott AG.
Le 27 juillet 2021, le comité du patrimoine mondial de l'UNESCO désigne le patrimoine culturel juif de Spire, Worms et Mayence (les trois villes SchUM) comme patrimoine culturel mondial. Le 27 juillet 2021, les « Sites SchUM de Spire, Worms et Mayence » sont inscrits sur la liste du Patrimoine Mondial de l'UNESCO. Le 27 juillet 2021, les « Sites SchUM de Spire, Worms et Mayence » sont inscrits sur la liste du Patrimoine Mondial de l'UNESCO
L'entreprise Biontech, située dans la rue du même nom, est devenue une véritable "mine d'or". Grâce à la taxe professionnelle correspondante, la ville de Mayence pourra probablement être libérée de ses dettes fin 2022.
Le mercredi 5 octobre 2022 a eu lieu la première visite d'État officielle du couple royal belge Philippe et Mathilde en Rhénanie-Palatinat. À Mayence, ils ont notamment visité l'entreprise de biotechnologie Biontech, ainsi que le musée Gutenberg. Le livre d'or de la ville a été signé à l'hôtel "Zum Römischen Kaiser". La visite s'est achevée à la chancellerie d'État.